# Tour d'Italie féminin 2020
La 31e édition du Tour d'Italie féminin (Giro Rosa en italien) a lieu du 11 au 19 septembre 2020. La course fait partie de l'UCI World Tour féminin. Elle se déroule dans la partie centrale et sud de l'Italie. Le départ est donné à Grosseto et l'arrivée se trouve à Motta Montecorvino.
La formation Trek-Segafredo remporte le contre-la-montre par équipes inaugural. Elisa Longo Borghini endosse le maillot rose. Le lendemain, Annemiek van Vleuten sort dans un secteur gravier en ascension et s'impose seule. Les écarts sont importants et elle devient la nouvelle leader. Marianne Vos gagne dans un sprint en côte la troisième étape. Sur la quatrième étape, Eugenia Bujak et Elizabeth Banks s'échappent, cette dernière gagne. Marianne Vos remporte au sprint les cinquième et sixième étapes. Le lendemain, le scénario semble se répéter mais une chute dans les derniers kilomètres entraîne à terre Vos et Van Vleuten. Cette dernière se brise le poignet et doit abandonner. Lotte Kopecky gagne le sprint. Sur la huitième étape, Elisa Longo Borghini domine la concurrence dans l'ascension finale avec Anna van der Breggen dans sa roue qui s'empare du maillot rose. Dans l'ultime étape, un grand groupe d'échappée se dispute la victoire. C'est Evita Muzic qui s'impose. Anna van der Breggen remporte la course devant Katarzyna Niewiadoma et Elisa Longo Borghini. Marianne Vos gagne le classement par points, Cecilie Uttrup Ludwig celui de la montagne et Mikayla Harvey celui de la meilleure jeune. CCC-Liv est la meilleure équipe.

## Présentation

### Parcours
Le parcours se distingue quelque peu des années précédentes. L'Italie du Nord étant absente, il n'y a pas de grand col, et une seule arrivée au sommet. Il n'y a pas non plus de contre-la-montre individuel et une étape de moins comparé aux années précédentes. Les coureuses attendent de ce parcours une course tactique.
La deuxième étape parcourt plusieurs chemins en gravier similaires à ceux des Strade Bianche. La quatrième étape est longue de cent soixante-dix kilomètres, ce qui dépasse de dix kilomètres la recommandation de l'UCI pour la distance maximale chez les femmes.

### Équipes
| UCI Women's WorldTeams (8)- Alé BTC Ljubljana - Canyon-SRAM Racing - CCC-Liv - FDJ-Nouvelle Aquitaine-Futuroscope - Mitchelton-Scott - Movistar Team - Sunweb Women - Trek-Segafredo Équipes féminines continentales (16)- Aromitalia Vaiano - Astana Women's - BePink - Bizkaia-Durango - Boels Dolmans - Ceratizit-WNT Pro Cycling - Cogeas Mettler Look - Casa Dorada - Paule Ka - Eurotarget-Bianchi-Vittoria - Lotto Soudal Ladies - Lviv Cycling Team - Minsk Cycling Club - Servetto-Piumate-Beltrami TSA - Top Girls Fassa Bortolo - Valcar-Travel & Service |
| |

## Favorites

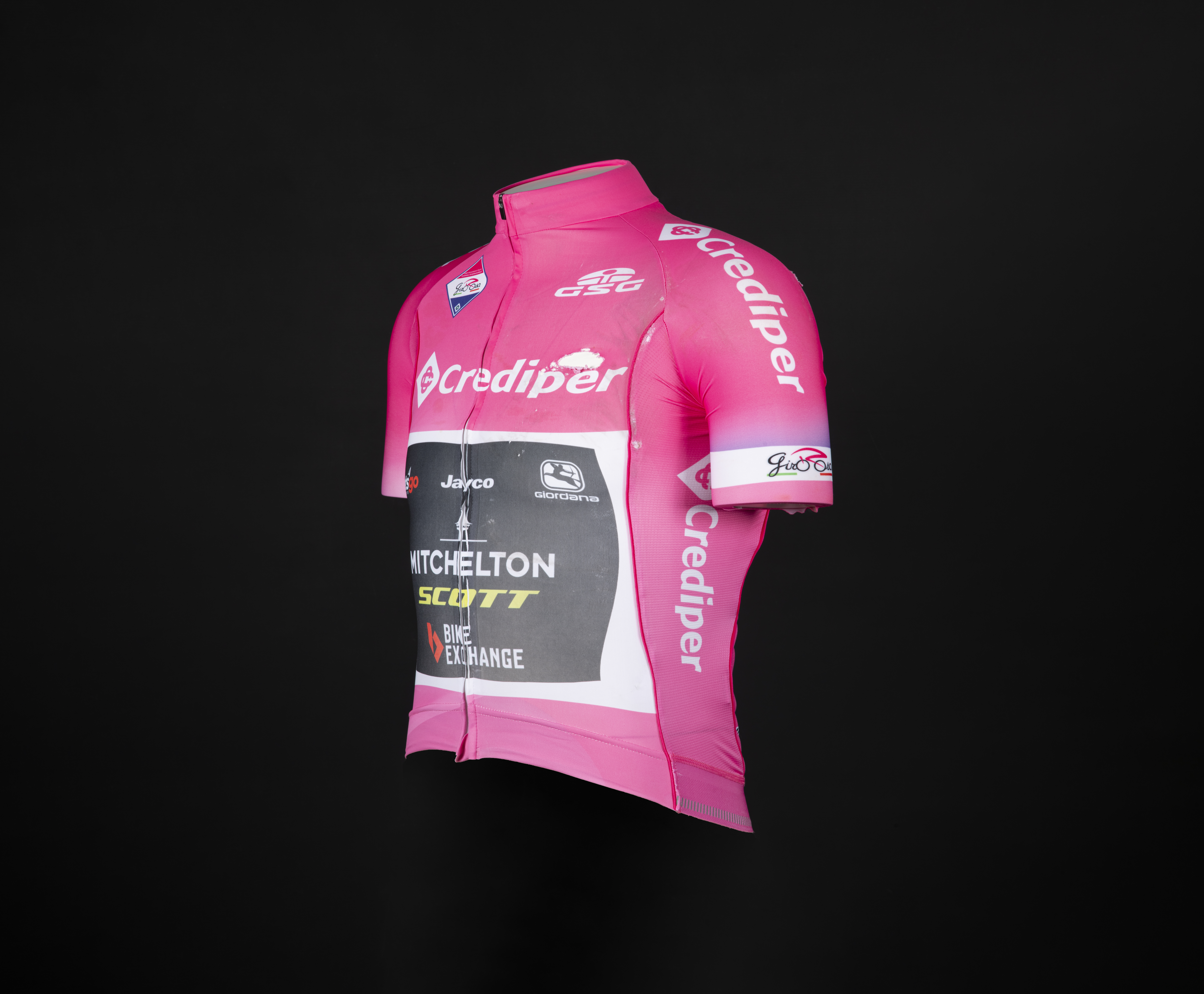
Maillot rose gagné par Annemiek van Vleuten de Mitchelton-Scott au cours du Giro Rosa 2020. (collection KOERS. Musée de la Course Cyclisme)

La vainqueur sortante Annemiek van Vleuten fait figure de favorite. Elle a notamment remporté le championnat d'Europe sur route fin août. Elle est assistée d'Amanda Spratt. La principale challengeuse est Anna van der Breggen, vainqueur de l'épreuve en 2015 et 2017. Elisa Longo Borghini a montré également une bonne forme à Plouay et pourra compter sur le support de son équipe Trek-Segafredo. Les autres prétendantes à la victoire sont : Cecilie Uttrup Ludwig, Katarzyna Niewiadoma, Ashleigh Moolman et Leah Thomas. Juliette Labous mène l'équipe Sunweb et va tenter de confirmer ses belles prestations des années précédentes sur la course.

## Étapes
| Étape     | Date     | Villes étapes                                  | type                         | Distance (km) | Vainqueur d'étape    | Leader du classement général |
| --------- | -------- | ---------------------------------------------- | ---------------------------- | ------------- | -------------------- | ---------------------------- |
| 1re étape | 11 sept. | Grosseto – Grosseto                            | contre-la-montre par équipes | 16,8          | Trek-Segafredo       | Elisa Longo Borghini         |
| 2e étape  | 12 sept. | Paganico – Arcidosso                           | étape vallonnée              | 124           | Annemiek van Vleuten | Annemiek van Vleuten         |
| 3e étape  | 13 sept. | Santa Fiora – Assise                           | étape vallonnée              | 142           | Marianne Vos         | Annemiek van Vleuten         |
| 4e étape  | 14 sept. | Assise – Tivoli                                | étape vallonnée              | 170           | Elizabeth Banks      | Annemiek van Vleuten         |
| 5e étape  | 15 sept. | Terracine – Terracine                          | étape de moyenne montagne    | 110           | Marianne Vos         | Annemiek van Vleuten         |
| 6e étape  | 16 sept. | Torre del Greco – Nola                         | étape vallonnée              | 97            | Marianne Vos         | Annemiek van Vleuten         |
| 7e étape  | 17 sept. | Nola – Maddaloni                               | étape vallonnée              | 112           | Lotte Kopecky        | Annemiek van Vleuten         |
| 8e étape  | 18 sept. | Castelnuovo della Daunia – San Marco la Catola | étape de moyenne montagne    | 91            | Elisa Longo Borghini | Anna van der Breggen         |
| 9e étape  | 19 sept. | Motta Montecorvino – Motta Montecorvino        | étape de moyenne montagne    | 109           | Évita Muzic          | Anna van der Breggen         |

## Déroulement de la course

### 1reétape
La formation Trek-Segrafredo remporte le contre-la-montre par équipes avec trois secondes d'avance sur Boels Dolmans et cinq sur la Mitchelton-Scott. Elisa Longo Borghini endosse le maillot rose.
| \| Classement de l'étape \| Classement de l'étape \| Classement de l'étape \| Classement de l'étape \| Classement de l'étape \| Classement de l'étape \| \| Équipe \| Équipe \| Pays \| Temps \| Écart de temps \| Vitesse moy. \| \| --------------------- \| ------------------------- \| --------------------- \| --------------------- \| --------------------- \| --------------------- \| \| 1re \| Trek-Segafredo \| États-Unis \| 20 min 05 s \| 0 s \| 50.191 km/h \| \| 2e \| Boels Dolmans \| Pays-Bas \| 20 min 08 s \| + 3 s \| 50.066 km/h \| \| 3e \| Mitchelton-Scott \| Australie \| 20 min 10 s \| + 5 s \| 49.983 km/h \| \| 4e \| Paule Ka \| Suisse \| 20 min 15 s \| + 10 s \| 49.778 km/h \| \| 5e \| Sunweb Women \| Pays-Bas \| 20 min 19 s \| + 14 s \| 49.614 km/h \| \| 6e \| Canyon-SRAM Racing \| Allemagne \| 20 min 21 s \| + 16 s \| 49.533 km/h \| \| 7e \| CCC-Liv \| Pologne \| 20 min 47 s \| + 42 s \| 48.500 km/h \| \| 8e \| Ceratizit-WNT Pro Cycling \| Allemagne \| 20 min 48 s \| + 43 s \| 48.462 km/h \| \| 9e \| Alé BTC Ljubljana \| Italie \| 20 min 54 s \| + 49 s \| 48.230 km/h \| \| 10e \| Valcar-Travel & Service \| Italie \| 20 min 56 s \| + 51 s \| 48.153 km/h \| |                           |            |             |                |              |
| |                           |            |             |                |              |
| Source : ProCyclingStats |                           |            |             |                |              |
| Classement de l'étape |                           |            |             |                |              |
| Équipe | Équipe                    | Pays       | Temps       | Écart de temps | Vitesse moy. |
| 1re | Trek-Segafredo            | États-Unis | 20 min 05 s | 0 s            | 50.191 km/h  |
| 2e | Boels Dolmans             | Pays-Bas   | 20 min 08 s | + 3 s          | 50.066 km/h  |
| 3e | Mitchelton-Scott          | Australie  | 20 min 10 s | + 5 s          | 49.983 km/h  |
| 4e | Paule Ka                  | Suisse     | 20 min 15 s | + 10 s         | 49.778 km/h  |
| 5e | Sunweb Women              | Pays-Bas   | 20 min 19 s | + 14 s         | 49.614 km/h  |
| 6e | Canyon-SRAM Racing        | Allemagne  | 20 min 21 s | + 16 s         | 49.533 km/h  |
| 7e | CCC-Liv                   | Pologne    | 20 min 47 s | + 42 s         | 48.500 km/h  |
| 8e | Ceratizit-WNT Pro Cycling | Allemagne  | 20 min 48 s | + 43 s         | 48.462 km/h  |
| 9e | Alé BTC Ljubljana         | Italie     | 20 min 54 s | + 49 s         | 48.230 km/h  |
| 10e | Valcar-Travel & Service   | Italie     | 20 min 56 s | + 51 s         | 48.153 km/h  |

| \| Classement général \| Classement général \| Classement général \| Classement général \| Classement général \| \| Coureuse \| Coureuse \| Pays \| Équipe \| Temps \| \| ------------------ \| --------------------------- \| ------------------ \| ------------------ \| ------------------ \| \| 1re \| Elisa Longo Borghini \| Italie \| Trek-Segafredo \| 20 min 05 s \| \| 2e \| Ruth Edwards \| États-Unis \| Trek-Segafredo \| + 0 s \| \| 3e \| Ellen van Dijk \| Pays-Bas \| Trek-Segafredo \| + 0 s \| \| 4e \| Lizzie Deignan \| Royaume-Uni \| Trek-Segafredo \| + 0 s \| \| 5e \| Chantal van den Broek-Blaak \| Pays-Bas \| Boels Dolmans \| + 3 s \| \| 6e \| Amy Pieters \| Pays-Bas \| Boels Dolmans \| + 3 s \| \| 7e \| Jolien D'Hoore \| Belgique \| Boels Dolmans \| + 3 s \| \| 8e \| Anna van der Breggen \| Pays-Bas \| Boels Dolmans \| + 3 s \| \| 9e \| Karol-Ann Canuel \| Canada \| Boels Dolmans \| + 3 s \| \| 10e \| Eva Buurman \| Pays-Bas \| Boels Dolmans \| + 3 s \| |                             |             |                |             |
| |                             |             |                |             |
| Source : ProCyclingStats |                             |             |                |             |
| Classement général |                             |             |                |             |
| Coureuse | Coureuse                    | Pays        | Équipe         | Temps       |
| 1re | Elisa Longo Borghini        | Italie      | Trek-Segafredo | 20 min 05 s |
| 2e | Ruth Edwards                | États-Unis  | Trek-Segafredo | + 0 s       |
| 3e | Ellen van Dijk              | Pays-Bas    | Trek-Segafredo | + 0 s       |
| 4e | Lizzie Deignan              | Royaume-Uni | Trek-Segafredo | + 0 s       |
| 5e | Chantal van den Broek-Blaak | Pays-Bas    | Boels Dolmans  | + 3 s       |
| 6e | Amy Pieters                 | Pays-Bas    | Boels Dolmans  | + 3 s       |
| 7e | Jolien D'Hoore              | Belgique    | Boels Dolmans  | + 3 s       |
| 8e | Anna van der Breggen        | Pays-Bas    | Boels Dolmans  | + 3 s       |
| 9e | Karol-Ann Canuel            | Canada      | Boels Dolmans  | + 3 s       |
| 10e | Eva Buurman                 | Pays-Bas    | Boels Dolmans  | + 3 s       |

### 2eétape
La sélection s'effectue par l'arrière durant la première moitié de l'étape. Elles sont environ cinquante dans le peloton lorsque Julie van de Velde place une attaque au kilomètre soixante-trois. Son avance culmine à une minute. Elizabeth Banks part à poursuite. Elles sont toutes deux reprises avant l'ascension décisive vers Seggiano. Annemiek van Vleuten accélère dès le pied de la montée. Au milieu de la pente, son vélo n'adhère plus au gravier et elle doit mettre pied à terre. Elle court à côté de sa bicyclette et remonte dessus quelques centaines de mètres plus loin. Elle passe au sommet avec quarante secondes d'avance sur Anna van der Breggen et une minute sur Katarzyna Niewiadoma et Cecilie Uttrup Ludwig. Elles passent la ligne d'arrivée dans cet ordre. Les écarts sont importants à l'arrivée. Elisa Longo Borghini perd plus de quatre minutes et le maillot rose au profit d'Annemiek van Vleuten.
| \| Classement de l'étape \| Classement de l'étape \| Classement de l'étape \| Classement de l'étape \| Classement de l'étape \| \| Coureuse \| Coureuse \| Pays \| Équipe \| Temps \| \| --------------------- \| --------------------- \| --------------------- \| ---------------------------------- \| --------------------- \| \| 1re \| Annemiek van Vleuten \| Pays-Bas \| Mitchelton-Scott \| 3 h 53 min 20 s \| \| 2e \| Anna van der Breggen \| Pays-Bas \| Boels Dolmans \| + 1 min 16 s \| \| 3e \| Katarzyna Niewiadoma \| Pologne \| Canyon-SRAM Racing \| + 1 min 16 s \| \| 4e \| Cecilie Uttrup Ludwig \| Danemark \| FDJ-Nouvelle Aquitaine-Futuroscope \| + 1 min 29 s \| \| 5e \| Ashleigh Moolman \| Afrique du Sud \| CCC-Liv \| + 3 min 07 s \| \| 6e \| Mavi García \| Espagne \| Alé BTC Ljubljana \| + 3 min 07 s \| \| 7e \| Mikayla Harvey \| Nouvelle-Zélande \| Paule Ka \| + 3 min 11 s \| \| 8e \| Soraya Paladin \| Italie \| CCC-Liv \| + 3 min 52 s \| \| 9e \| Erica Magnaldi \| Italie \| Ceratizit-WNT Pro Cycling \| + 3 min 55 s \| \| 10e \| Amanda Spratt \| Australie \| Mitchelton-Scott \| + 3 min 57 s \| |                       |                  |                                    |                 |
| |                       |                  |                                    |                 |
| Source : ProCyclingStats |                       |                  |                                    |                 |
| Classement de l'étape |                       |                  |                                    |                 |
| Coureuse | Coureuse              | Pays             | Équipe                             | Temps           |
| 1re | Annemiek van Vleuten  | Pays-Bas         | Mitchelton-Scott                   | 3 h 53 min 20 s |
| 2e | Anna van der Breggen  | Pays-Bas         | Boels Dolmans                      | + 1 min 16 s    |
| 3e | Katarzyna Niewiadoma  | Pologne          | Canyon-SRAM Racing                 | + 1 min 16 s    |
| 4e | Cecilie Uttrup Ludwig | Danemark         | FDJ-Nouvelle Aquitaine-Futuroscope | + 1 min 29 s    |
| 5e | Ashleigh Moolman      | Afrique du Sud   | CCC-Liv                            | + 3 min 07 s    |
| 6e | Mavi García           | Espagne          | Alé BTC Ljubljana                  | + 3 min 07 s    |
| 7e | Mikayla Harvey        | Nouvelle-Zélande | Paule Ka                           | + 3 min 11 s    |
| 8e | Soraya Paladin        | Italie           | CCC-Liv                            | + 3 min 52 s    |
| 9e | Erica Magnaldi        | Italie           | Ceratizit-WNT Pro Cycling          | + 3 min 55 s    |
| 10e | Amanda Spratt         | Australie        | Mitchelton-Scott                   | + 3 min 57 s    |

| \| Classement général \| Classement général \| Classement général \| Classement général \| Classement général \| \| Coureuse \| Coureuse \| Pays \| Équipe \| Temps \| \| ------------------ \| --------------------- \| ------------------ \| ---------------------------------- \| ------------------ \| \| 1re \| Annemiek van Vleuten \| Pays-Bas \| Mitchelton-Scott \| 4 h 13 min 20 s \| \| 2e \| Anna van der Breggen \| Pays-Bas \| Boels Dolmans \| + 1 min 18 s \| \| 3e \| Katarzyna Niewiadoma \| Pologne \| Canyon-SRAM Racing \| + 1 min 33 s \| \| 4e \| Cecilie Uttrup Ludwig \| Danemark \| FDJ-Nouvelle Aquitaine-Futuroscope \| + 2 min 54 s \| \| 5e \| Mikayla Harvey \| Nouvelle-Zélande \| Paule Ka \| + 3 min 26 s \| \| 6e \| Ashleigh Moolman \| Afrique du Sud \| CCC-Liv \| + 3 min 54 s \| \| 7e \| Mavi García \| Espagne \| Alé BTC Ljubljana \| + 4 min 01 s \| \| 8e \| Amanda Spratt \| Australie \| Mitchelton-Scott \| + 4 min 07 s \| \| 9e \| Elise Chabbey \| Suisse \| Paule Ka \| + 4 min 15 s \| \| 10e \| Elisa Longo Borghini \| Italie \| Trek-Segafredo \| + 4 min 27 s \| |                       |                  |                                    |                 |
| |                       |                  |                                    |                 |
| Source : ProCyclingStats |                       |                  |                                    |                 |
| Classement général |                       |                  |                                    |                 |
| Coureuse | Coureuse              | Pays             | Équipe                             | Temps           |
| 1re | Annemiek van Vleuten  | Pays-Bas         | Mitchelton-Scott                   | 4 h 13 min 20 s |
| 2e | Anna van der Breggen  | Pays-Bas         | Boels Dolmans                      | + 1 min 18 s    |
| 3e | Katarzyna Niewiadoma  | Pologne          | Canyon-SRAM Racing                 | + 1 min 33 s    |
| 4e | Cecilie Uttrup Ludwig | Danemark         | FDJ-Nouvelle Aquitaine-Futuroscope | + 2 min 54 s    |
| 5e | Mikayla Harvey        | Nouvelle-Zélande | Paule Ka                           | + 3 min 26 s    |
| 6e | Ashleigh Moolman      | Afrique du Sud   | CCC-Liv                            | + 3 min 54 s    |
| 7e | Mavi García           | Espagne          | Alé BTC Ljubljana                  | + 4 min 01 s    |
| 8e | Amanda Spratt         | Australie        | Mitchelton-Scott                   | + 4 min 07 s    |
| 9e | Elise Chabbey         | Suisse           | Paule Ka                           | + 4 min 15 s    |
| 10e | Elisa Longo Borghini  | Italie           | Trek-Segafredo                     | + 4 min 27 s    |

### 3eétape
À quatre-vingt kilomètres de l'arrivée, Małgorzata Jasińska attaque, mais on ne la laisse pas partir. Rachel Neylan tente sa chance à trente-huit kilomètres de l'arrivée. Elle est reprise à vingt kilomètres de la ligne. La décision se joue comme prévu dans la montée finale. Elisa Longo Borghini accélère la première. Elle est suivie par Marianne Vos, Cecilie Uttrup Ludwig, Liane Lippert, Katarzyna Niewiadoma et Lotte Kopecky. Marianne Vos s'impose devant Uttrup Ludwig et Elisa Longo Borghini.
| \| Classement de l'étape \| Classement de l'étape \| Classement de l'étape \| Classement de l'étape \| Classement de l'étape \| \| Coureuse \| Coureuse \| Pays \| Équipe \| Temps \| \| --------------------- \| --------------------- \| --------------------- \| ---------------------------------- \| --------------------- \| \| 1re \| Marianne Vos \| Pays-Bas \| CCC-Liv \| 3 h 53 min 34 s \| \| 2e \| Cecilie Uttrup Ludwig \| Danemark \| FDJ-Nouvelle Aquitaine-Futuroscope \| + 2 s \| \| 3e \| Elisa Longo Borghini \| Italie \| Trek-Segafredo \| + 5 s \| \| 4e \| Liane Lippert \| Allemagne \| Sunweb \| + 8 s \| \| 5e \| Annemiek van Vleuten \| Pays-Bas \| Mitchelton-Scott \| + 12 s \| \| 6e \| Lotte Kopecky \| Belgique \| Lotto Soudal Ladies \| + 13 s \| \| 7e \| Anna van der Breggen \| Pays-Bas \| Boels Dolmans \| + 16 s \| \| 8e \| Ashleigh Moolman \| Afrique du Sud \| CCC-Liv \| + 16 s \| \| 9e \| Katarzyna Niewiadoma \| Pologne \| Canyon-SRAM Racing \| + 16 s \| \| 10e \| Mavi García \| Espagne \| Alé BTC Ljubljana \| + 19 s \| |                       |                |                                    |                 |
| |                       |                |                                    |                 |
| Source : ProCyclingStats |                       |                |                                    |                 |
| Classement de l'étape |                       |                |                                    |                 |
| Coureuse | Coureuse              | Pays           | Équipe                             | Temps           |
| 1re | Marianne Vos          | Pays-Bas       | CCC-Liv                            | 3 h 53 min 34 s |
| 2e | Cecilie Uttrup Ludwig | Danemark       | FDJ-Nouvelle Aquitaine-Futuroscope | + 2 s           |
| 3e | Elisa Longo Borghini  | Italie         | Trek-Segafredo                     | + 5 s           |
| 4e | Liane Lippert         | Allemagne      | Sunweb                             | + 8 s           |
| 5e | Annemiek van Vleuten  | Pays-Bas       | Mitchelton-Scott                   | + 12 s          |
| 6e | Lotte Kopecky         | Belgique       | Lotto Soudal Ladies                | + 13 s          |
| 7e | Anna van der Breggen  | Pays-Bas       | Boels Dolmans                      | + 16 s          |
| 8e | Ashleigh Moolman      | Afrique du Sud | CCC-Liv                            | + 16 s          |
| 9e | Katarzyna Niewiadoma  | Pologne        | Canyon-SRAM Racing                 | + 16 s          |
| 10e | Mavi García           | Espagne        | Alé BTC Ljubljana                  | + 19 s          |

| \| Classement général \| Classement général \| Classement général \| Classement général \| Classement général \| \| Coureuse \| Coureuse \| Pays \| Équipe \| Temps \| \| ------------------ \| --------------------- \| ------------------ \| ---------------------------------- \| ------------------ \| \| 1re \| Annemiek van Vleuten \| Pays-Bas \| Mitchelton-Scott \| 8 h 07 min 06 s \| \| 2e \| Anna van der Breggen \| Pays-Bas \| Boels Dolmans \| + 1 min 22 s \| \| 3e \| Katarzyna Niewiadoma \| Pologne \| Canyon-SRAM Racing \| + 1 min 37 s \| \| 4e \| Cecilie Uttrup Ludwig \| Danemark \| FDJ-Nouvelle Aquitaine-Futuroscope \| + 2 min 38 s \| \| 5e \| Mikayla Harvey \| Nouvelle-Zélande \| Paule Ka \| + 3 min 40 s \| \| 6e \| Ashleigh Moolman \| Afrique du Sud \| CCC-Liv \| + 3 min 58 s \| \| 7e \| Mavi García \| Espagne \| Alé BTC Ljubljana \| + 4 min 08 s \| \| 8e \| Elisa Longo Borghini \| Italie \| Trek-Segafredo \| + 4 min 16 s \| \| 9e \| Elise Chabbey \| Suisse \| Paule Ka \| + 4 min 40 s \| \| 10e \| Marianne Vos \| Pays-Bas \| CCC-Liv \| + 4 min 53 s \| |                       |                  |                                    |                 |
| |                       |                  |                                    |                 |
| Source : ProCyclingStats |                       |                  |                                    |                 |
| Classement général |                       |                  |                                    |                 |
| Coureuse | Coureuse              | Pays             | Équipe                             | Temps           |
| 1re | Annemiek van Vleuten  | Pays-Bas         | Mitchelton-Scott                   | 8 h 07 min 06 s |
| 2e | Anna van der Breggen  | Pays-Bas         | Boels Dolmans                      | + 1 min 22 s    |
| 3e | Katarzyna Niewiadoma  | Pologne          | Canyon-SRAM Racing                 | + 1 min 37 s    |
| 4e | Cecilie Uttrup Ludwig | Danemark         | FDJ-Nouvelle Aquitaine-Futuroscope | + 2 min 38 s    |
| 5e | Mikayla Harvey        | Nouvelle-Zélande | Paule Ka                           | + 3 min 40 s    |
| 6e | Ashleigh Moolman      | Afrique du Sud   | CCC-Liv                            | + 3 min 58 s    |
| 7e | Mavi García           | Espagne          | Alé BTC Ljubljana                  | + 4 min 08 s    |
| 8e | Elisa Longo Borghini  | Italie           | Trek-Segafredo                     | + 4 min 16 s    |
| 9e | Elise Chabbey         | Suisse           | Paule Ka                           | + 4 min 40 s    |
| 10e | Marianne Vos          | Pays-Bas         | CCC-Liv                            | + 4 min 53 s    |

### 4eétape
Ruth Winder est la première à attaquer. Elle est reprise à cent quinze kilomètres de l'arrivée. La montée vers Arrone est montée groupée. Cecilie Uttrup Ludwig prend les points du maillot de la montagne. Eugenia Bujak et Elizabeth Banks sortent à quatre-vingt-six kilomètres de l'arrivée. À soixante-dix kilomètres du but, elles possèdent déjà quatre minutes d'avance. Derrière, Rachel Neylan et Silvia Valsecchi sont intercalées, mais sont finalement revues par le peloton. L'ascension finale décide de la vainqueur, Elizabeth Banks décroche Eugenia Bujak et s'impose. Annemiek van Vleuten arrive avec le peloton un peu plus d'une minute plus tard.
| \| Classement de l'étape \| Classement de l'étape \| Classement de l'étape \| Classement de l'étape \| Classement de l'étape \| \| Coureuse \| Coureuse \| Pays \| Équipe \| Temps \| \| --------------------- \| --------------------- \| --------------------- \| ---------------------------------- \| --------------------- \| \| 1re \| Elizabeth Banks \| Royaume-Uni \| Paule Ka \| 4 h 27 min 21 s \| \| 2e \| Eugenia Bujak \| Slovénie \| Alé BTC Ljubljana \| + 7 s \| \| 3e \| Annemiek van Vleuten \| Pays-Bas \| Mitchelton-Scott \| + 1 min 10 s \| \| 4e \| Elisa Longo Borghini \| Italie \| Trek-Segafredo \| + 1 min 22 s \| \| 5e \| Katarzyna Niewiadoma \| Pologne \| Canyon-SRAM Racing \| + 1 min 25 s \| \| 6e \| Liane Lippert \| Allemagne \| Sunweb \| + 1 min 27 s \| \| 7e \| Cecilie Uttrup Ludwig \| Danemark \| FDJ-Nouvelle Aquitaine-Futuroscope \| + 1 min 31 s \| \| 8e \| Mavi García \| Espagne \| Alé BTC Ljubljana \| + 1 min 36 s \| \| 9e \| Ashleigh Moolman \| Afrique du Sud \| CCC-Liv \| + 1 min 42 s \| \| 10e \| Marianne Vos \| Pays-Bas \| CCC-Liv \| + 1 min 42 s \| |                       |                |                                    |                 |
| |                       |                |                                    |                 |
| Source : ProCyclingStats |                       |                |                                    |                 |
| Classement de l'étape |                       |                |                                    |                 |
| Coureuse | Coureuse              | Pays           | Équipe                             | Temps           |
| 1re | Elizabeth Banks       | Royaume-Uni    | Paule Ka                           | 4 h 27 min 21 s |
| 2e | Eugenia Bujak         | Slovénie       | Alé BTC Ljubljana                  | + 7 s           |
| 3e | Annemiek van Vleuten  | Pays-Bas       | Mitchelton-Scott                   | + 1 min 10 s    |
| 4e | Elisa Longo Borghini  | Italie         | Trek-Segafredo                     | + 1 min 22 s    |
| 5e | Katarzyna Niewiadoma  | Pologne        | Canyon-SRAM Racing                 | + 1 min 25 s    |
| 6e | Liane Lippert         | Allemagne      | Sunweb                             | + 1 min 27 s    |
| 7e | Cecilie Uttrup Ludwig | Danemark       | FDJ-Nouvelle Aquitaine-Futuroscope | + 1 min 31 s    |
| 8e | Mavi García           | Espagne        | Alé BTC Ljubljana                  | + 1 min 36 s    |
| 9e | Ashleigh Moolman      | Afrique du Sud | CCC-Liv                            | + 1 min 42 s    |
| 10e | Marianne Vos          | Pays-Bas       | CCC-Liv                            | + 1 min 42 s    |

| \| Classement général \| Classement général \| Classement général \| Classement général \| Classement général \| \| Coureuse \| Coureuse \| Pays \| Équipe \| Temps \| \| ------------------ \| --------------------- \| ------------------ \| ---------------------------------- \| ------------------ \| \| 1re \| Annemiek van Vleuten \| Pays-Bas \| Mitchelton-Scott \| 12 h 35 min 33 s \| \| 2e \| Katarzyna Niewiadoma \| Pologne \| Canyon-SRAM Racing \| + 1 min 56 s \| \| 3e \| Anna van der Breggen \| Pays-Bas \| Boels Dolmans \| + 2 min 03 s \| \| 4e \| Cecilie Uttrup Ludwig \| Danemark \| FDJ-Nouvelle Aquitaine-Futuroscope \| + 3 min 03 s \| \| 5e \| Mikayla Harvey \| Nouvelle-Zélande \| Paule Ka \| + 4 min 21 s \| \| 6e \| Elisa Longo Borghini \| Italie \| Trek-Segafredo \| + 4 min 32 s \| \| 7e \| Ashleigh Moolman \| Afrique du Sud \| CCC-Liv \| + 4 min 34 s \| \| 8e \| Mavi García \| Espagne \| Alé BTC Ljubljana \| + 4 min 38 s \| \| 9e \| Marianne Vos \| Pays-Bas \| CCC-Liv \| + 5 min 29 s \| \| 10e \| Elise Chabbey \| Suisse \| Paule Ka \| + 5 min 36 s \| |                       |                  |                                    |                  |
| |                       |                  |                                    |                  |
| Source : ProCyclingStats |                       |                  |                                    |                  |
| Classement général |                       |                  |                                    |                  |
| Coureuse | Coureuse              | Pays             | Équipe                             | Temps            |
| 1re | Annemiek van Vleuten  | Pays-Bas         | Mitchelton-Scott                   | 12 h 35 min 33 s |
| 2e | Katarzyna Niewiadoma  | Pologne          | Canyon-SRAM Racing                 | + 1 min 56 s     |
| 3e | Anna van der Breggen  | Pays-Bas         | Boels Dolmans                      | + 2 min 03 s     |
| 4e | Cecilie Uttrup Ludwig | Danemark         | FDJ-Nouvelle Aquitaine-Futuroscope | + 3 min 03 s     |
| 5e | Mikayla Harvey        | Nouvelle-Zélande | Paule Ka                           | + 4 min 21 s     |
| 6e | Elisa Longo Borghini  | Italie           | Trek-Segafredo                     | + 4 min 32 s     |
| 7e | Ashleigh Moolman      | Afrique du Sud   | CCC-Liv                            | + 4 min 34 s     |
| 8e | Mavi García           | Espagne          | Alé BTC Ljubljana                  | + 4 min 38 s     |
| 9e | Marianne Vos          | Pays-Bas         | CCC-Liv                            | + 5 min 29 s     |
| 10e | Elise Chabbey         | Suisse           | Paule Ka                           | + 5 min 36 s     |

### 5eétape
Marketa Hajkova et Małgorzata Jasińska sont les premières échappées à obtenir une avance notable. Elles sont reprises dans la Madonna della Civita qui se trouve à mi-étape. Le peloton s'y scinde en deux. La CCC-Liv mène le premier groupe afin d'éviter un regroupement. Dans la dernière ascension de la journée, à environ vingt kilomètres de l'arrivée, Elisa Longo Borghini attaque. Son avance ne grandit jamais au-delà de dix-huit secondes, mais elle résiste au peloton jusqu'à trois kilomètres de l'arrivée. Au sprint, Marianne Vos s'impose devant Lotte Kopecky.
| \| Classement de l'étape \| Classement de l'étape \| Classement de l'étape \| Classement de l'étape \| Classement de l'étape \| \| Coureuse \| Coureuse \| Pays \| Équipe \| Temps \| \| --------------------- \| --------------------- \| --------------------- \| ------------------------- \| --------------------- \| \| 1re \| Marianne Vos \| Pays-Bas \| CCC-Liv \| 2 h 47 min 27 s \| \| 2e \| Lotte Kopecky \| Belgique \| Lotto Soudal Ladies \| + 0 s \| \| 3e \| Lizzie Deignan \| Royaume-Uni \| Trek-Segafredo \| + 0 s \| \| 4e \| Coryn Rivera \| États-Unis \| Sunweb \| + 0 s \| \| 5e \| Lisa Brennauer \| Allemagne \| Ceratizit-WNT Pro Cycling \| + 0 s \| \| 6e \| Alison Jackson \| Canada \| Sunweb \| + 0 s \| \| 7e \| Sandra Alonso \| Espagne \| Cronos-Casa Dorada \| + 0 s \| \| 8e \| Amy Pieters \| Pays-Bas \| Boels Dolmans \| + 0 s \| \| 9e \| Jelena Erić \| Serbie \| Movistar Team \| + 0 s \| \| 10e \| Vittoria Guazzini \| Italie \| Valcar-Travel & Service \| + 0 s \| |                   |             |                           |                 |
| |                   |             |                           |                 |
| Source : ProCyclingStats |                   |             |                           |                 |
| Classement de l'étape |                   |             |                           |                 |
| Coureuse | Coureuse          | Pays        | Équipe                    | Temps           |
| 1re | Marianne Vos      | Pays-Bas    | CCC-Liv                   | 2 h 47 min 27 s |
| 2e | Lotte Kopecky     | Belgique    | Lotto Soudal Ladies       | + 0 s           |
| 3e | Lizzie Deignan    | Royaume-Uni | Trek-Segafredo            | + 0 s           |
| 4e | Coryn Rivera      | États-Unis  | Sunweb                    | + 0 s           |
| 5e | Lisa Brennauer    | Allemagne   | Ceratizit-WNT Pro Cycling | + 0 s           |
| 6e | Alison Jackson    | Canada      | Sunweb                    | + 0 s           |
| 7e | Sandra Alonso     | Espagne     | Cronos-Casa Dorada        | + 0 s           |
| 8e | Amy Pieters       | Pays-Bas    | Boels Dolmans             | + 0 s           |
| 9e | Jelena Erić       | Serbie      | Movistar Team             | + 0 s           |
| 10e | Vittoria Guazzini | Italie      | Valcar-Travel & Service   | + 0 s           |

| \| Classement général \| Classement général \| Classement général \| Classement général \| Classement général \| \| Coureuse \| Coureuse \| Pays \| Équipe \| Temps \| \| ------------------ \| --------------------- \| ------------------ \| ---------------------------------- \| ------------------ \| \| 1re \| Annemiek van Vleuten \| Pays-Bas \| Mitchelton-Scott \| 15 h 23 min 00 s \| \| 2e \| Katarzyna Niewiadoma \| Pologne \| Canyon-SRAM Racing \| + 1 min 56 s \| \| 3e \| Anna van der Breggen \| Pays-Bas \| Boels Dolmans \| + 2 min 03 s \| \| 4e \| Cecilie Uttrup Ludwig \| Danemark \| FDJ-Nouvelle Aquitaine-Futuroscope \| + 3 min 03 s \| \| 5e \| Mikayla Harvey \| Nouvelle-Zélande \| Paule Ka \| + 4 min 21 s \| \| 6e \| Elisa Longo Borghini \| Italie \| Trek-Segafredo \| + 4 min 32 s \| \| 7e \| Ashleigh Moolman \| Afrique du Sud \| CCC-Liv \| + 4 min 34 s \| \| 8e \| Mavi García \| Espagne \| Alé BTC Ljubljana \| + 4 min 38 s \| \| 9e \| Marianne Vos \| Pays-Bas \| CCC-Liv \| + 5 min 19 s \| \| 10e \| Elise Chabbey \| Suisse \| Paule Ka \| + 5 min 36 s \| |                       |                  |                                    |                  |
| |                       |                  |                                    |                  |
| Source : ProCyclingStats |                       |                  |                                    |                  |
| Classement général |                       |                  |                                    |                  |
| Coureuse | Coureuse              | Pays             | Équipe                             | Temps            |
| 1re | Annemiek van Vleuten  | Pays-Bas         | Mitchelton-Scott                   | 15 h 23 min 00 s |
| 2e | Katarzyna Niewiadoma  | Pologne          | Canyon-SRAM Racing                 | + 1 min 56 s     |
| 3e | Anna van der Breggen  | Pays-Bas         | Boels Dolmans                      | + 2 min 03 s     |
| 4e | Cecilie Uttrup Ludwig | Danemark         | FDJ-Nouvelle Aquitaine-Futuroscope | + 3 min 03 s     |
| 5e | Mikayla Harvey        | Nouvelle-Zélande | Paule Ka                           | + 4 min 21 s     |
| 6e | Elisa Longo Borghini  | Italie           | Trek-Segafredo                     | + 4 min 32 s     |
| 7e | Ashleigh Moolman      | Afrique du Sud   | CCC-Liv                            | + 4 min 34 s     |
| 8e | Mavi García           | Espagne          | Alé BTC Ljubljana                  | + 4 min 38 s     |
| 9e | Marianne Vos          | Pays-Bas         | CCC-Liv                            | + 5 min 19 s     |
| 10e | Elise Chabbey         | Suisse           | Paule Ka                           | + 5 min 36 s     |

### 6eétape
Si plusieurs coureuses tentent de s'échapper durant la première heure de course comme Teniel Campbell, Lisa Brennauer ou Kirsten Wild, aucune ne parvient à s'extirper du peloton. Cecilie Uttrup Ludwig prend les points au grand prix de la montagne, tandis que Marianne Vos en fait de même au sprint intermédiaire. Dans la seconde moitié de l'étape, la CCC-Liv profite d'une montée pour durcir la course et parvient à scinder le peloton. Par la suite, seuls une cinquantaine d'athlètes se trouvent dans le peloton. Dans la dernière difficulté de la journée, Pauliena Rooijakkers sort avec Nadine Gill. Elles sont reprises avant la descente vers Nola. À treize kilomètres de l'arrivée. Maria Novolodskaya attaque. Elle compte une avance d'une trentaine de seconde quand elle chute à quatre kilomètres de la ligne dans un virage serré. Au sprint, Marianne Vos s'impose devant Hannah Barnes.
| \| Classement de l'étape \| Classement de l'étape \| Classement de l'étape \| Classement de l'étape \| Classement de l'étape \| \| Coureuse \| Coureuse \| Pays \| Équipe \| Temps \| \| --------------------- \| --------------------- \| --------------------- \| ---------------------------------- \| --------------------- \| \| 1re \| Marianne Vos \| Pays-Bas \| CCC-Liv \| 2 h 14 min 24 s \| \| 2e \| Hannah Barnes \| Royaume-Uni \| Canyon-SRAM Racing \| + 0 s \| \| 3e \| Lotte Kopecky \| Belgique \| Lotto Soudal Ladies \| + 0 s \| \| 4e \| Coryn Rivera \| États-Unis \| Sunweb \| + 0 s \| \| 5e \| Amy Pieters \| Pays-Bas \| Boels Dolmans \| + 0 s \| \| 6e \| Arlenis Sierra \| Cuba \| Astana Women's Team \| + 0 s \| \| 7e \| Ilaria Sanguineti \| Italie \| Valcar-Travel & Service \| + 0 s \| \| 8e \| Giorgia Bariani \| Italie \| Top Girls Fassa Bortolo \| + 0 s \| \| 9e \| Stine Borgli \| Norvège \| FDJ-Nouvelle Aquitaine-Futuroscope \| + 0 s \| \| 10e \| Katarzyna Niewiadoma \| Pologne \| Canyon-SRAM Racing \| + 0 s \| |                      |             |                                    |                 |
| |                      |             |                                    |                 |
| Source : ProCyclingStats |                      |             |                                    |                 |
| Classement de l'étape |                      |             |                                    |                 |
| Coureuse | Coureuse             | Pays        | Équipe                             | Temps           |
| 1re | Marianne Vos         | Pays-Bas    | CCC-Liv                            | 2 h 14 min 24 s |
| 2e | Hannah Barnes        | Royaume-Uni | Canyon-SRAM Racing                 | + 0 s           |
| 3e | Lotte Kopecky        | Belgique    | Lotto Soudal Ladies                | + 0 s           |
| 4e | Coryn Rivera         | États-Unis  | Sunweb                             | + 0 s           |
| 5e | Amy Pieters          | Pays-Bas    | Boels Dolmans                      | + 0 s           |
| 6e | Arlenis Sierra       | Cuba        | Astana Women's Team                | + 0 s           |
| 7e | Ilaria Sanguineti    | Italie      | Valcar-Travel & Service            | + 0 s           |
| 8e | Giorgia Bariani      | Italie      | Top Girls Fassa Bortolo            | + 0 s           |
| 9e | Stine Borgli         | Norvège     | FDJ-Nouvelle Aquitaine-Futuroscope | + 0 s           |
| 10e | Katarzyna Niewiadoma | Pologne     | Canyon-SRAM Racing                 | + 0 s           |

| \| Classement général \| Classement général \| Classement général \| Classement général \| Classement général \| \| Coureuse \| Coureuse \| Pays \| Équipe \| Temps \| \| ------------------ \| --------------------- \| ------------------ \| ---------------------------------- \| ------------------ \| \| 1re \| Annemiek van Vleuten \| Pays-Bas \| Mitchelton-Scott \| 17 h 37 min 28 s \| \| 2e \| Katarzyna Niewiadoma \| Pologne \| Canyon-SRAM Racing \| + 1 min 52 s \| \| 3e \| Anna van der Breggen \| Pays-Bas \| Boels Dolmans \| + 2 min 03 s \| \| 4e \| Cecilie Uttrup Ludwig \| Danemark \| FDJ-Nouvelle Aquitaine-Futuroscope \| + 3 min 03 s \| \| 5e \| Mikayla Harvey \| Nouvelle-Zélande \| Paule Ka \| + 4 min 21 s \| \| 6e \| Elisa Longo Borghini \| Italie \| Trek-Segafredo \| + 4 min 32 s \| \| 7e \| Ashleigh Moolman \| Afrique du Sud \| CCC-Liv \| + 4 min 34 s \| \| 8e \| Mavi García \| Espagne \| Alé BTC Ljubljana \| + 4 min 38 s \| \| 9e \| Marianne Vos \| Pays-Bas \| CCC-Liv \| + 5 min 02 s \| \| 10e \| Elise Chabbey \| Suisse \| Paule Ka \| + 5 min 32 s \| |                       |                  |                                    |                  |
| |                       |                  |                                    |                  |
| Source : ProCyclingStats |                       |                  |                                    |                  |
| Classement général |                       |                  |                                    |                  |
| Coureuse | Coureuse              | Pays             | Équipe                             | Temps            |
| 1re | Annemiek van Vleuten  | Pays-Bas         | Mitchelton-Scott                   | 17 h 37 min 28 s |
| 2e | Katarzyna Niewiadoma  | Pologne          | Canyon-SRAM Racing                 | + 1 min 52 s     |
| 3e | Anna van der Breggen  | Pays-Bas         | Boels Dolmans                      | + 2 min 03 s     |
| 4e | Cecilie Uttrup Ludwig | Danemark         | FDJ-Nouvelle Aquitaine-Futuroscope | + 3 min 03 s     |
| 5e | Mikayla Harvey        | Nouvelle-Zélande | Paule Ka                           | + 4 min 21 s     |
| 6e | Elisa Longo Borghini  | Italie           | Trek-Segafredo                     | + 4 min 32 s     |
| 7e | Ashleigh Moolman      | Afrique du Sud   | CCC-Liv                            | + 4 min 34 s     |
| 8e | Mavi García           | Espagne          | Alé BTC Ljubljana                  | + 4 min 38 s     |
| 9e | Marianne Vos          | Pays-Bas         | CCC-Liv                            | + 5 min 02 s     |
| 10e | Elise Chabbey         | Suisse           | Paule Ka                           | + 5 min 32 s     |

### 7eétape
En début d'étape, Silvia Zanardi et Ainara Elbusto sortent du peloton. Leur avance atteint rapidement quatre minutes quarante. Un groupe de poursuite avec Alison Jackson, Maria Novolodskaya et Aude Biannic se forme. Le peloton commence alors la chasse et revient à deux minutes du groupe de tête. Le trio de poursuite revient sur la tête. Le groupe a deux minutes d'avance à trente-six kilomètres du final. Dans la montée vers le Santuario San Michele Arcangelo, Maria Novolodskaya place une offensive. Elle passe la ligne d'arrivée pour l'amorce du dernier tour avec une minute d'avance sur le peloton, ses anciennes partenaires sont reprises. Elle est reprise au pied de la dernière ascension. Elisa Longo Borghini attaque à son pied. Elle est rejointe par Annemiek van Vleuten, Katarzyna Niewiadoma, Anna van der Breggen, Cecilie Uttrup Ludwig, Liane Lippert et Marianne Vos. Le peloton se reforme néanmoins. On se dirige vers un sprint, quand à 1,2 km de l'arrivée une vague se produit faisant chuter Marianne Vos, Annemiek van Vleuten, Margarita Victoria Garcia, Omer Shapira, Erica Magnaldi et Amanda Spratt. Lotte Kopecky s'impose devant Elizabeth Deignan. Les coureuses ayant chuté passent toutes la ligne et sont classées dans le même temps que la vainqueur grâce à la règle des trois kilomètres. Annemiek van Vleuten a néanmoins le poignet cassé et ne repart pas le lendemain.
| \| Classement de l'étape \| Classement de l'étape \| Classement de l'étape \| Classement de l'étape \| Classement de l'étape \| \| Coureuse \| Coureuse \| Pays \| Équipe \| Temps \| \| --------------------- \| --------------------- \| --------------------- \| ------------------------- \| --------------------- \| \| 1re \| Lotte Kopecky \| Belgique \| Lotto Soudal Ladies \| 2 h 52 min 12 s \| \| 2e \| Lizzie Deignan \| Royaume-Uni \| Trek-Segafredo \| + 2 s \| \| 3e \| Katarzyna Niewiadoma \| Pologne \| Canyon-SRAM Racing \| + 3 s \| \| 4e \| Marta Cavalli \| Italie \| Valcar-Travel & Service \| + 3 s \| \| 5e \| Anna van der Breggen \| Pays-Bas \| Boels Dolmans \| + 3 s \| \| 6e \| Soraya Paladin \| Italie \| CCC-Liv \| + 3 s \| \| 7e \| Ane Santesteban \| Espagne \| Ceratizit-WNT Pro Cycling \| + 3 s \| \| 8e \| Liane Lippert \| Allemagne \| Sunweb \| + 3 s \| \| 9e \| Ashleigh Moolman \| Afrique du Sud \| CCC-Liv \| + 3 s \| \| 10e \| Floortje Mackaij \| Pays-Bas \| Sunweb \| + 3 s \| |                      |                |                           |                 |
| |                      |                |                           |                 |
| Source : ProCyclingStats |                      |                |                           |                 |
| Classement de l'étape |                      |                |                           |                 |
| Coureuse | Coureuse             | Pays           | Équipe                    | Temps           |
| 1re | Lotte Kopecky        | Belgique       | Lotto Soudal Ladies       | 2 h 52 min 12 s |
| 2e | Lizzie Deignan       | Royaume-Uni    | Trek-Segafredo            | + 2 s           |
| 3e | Katarzyna Niewiadoma | Pologne        | Canyon-SRAM Racing        | + 3 s           |
| 4e | Marta Cavalli        | Italie         | Valcar-Travel & Service   | + 3 s           |
| 5e | Anna van der Breggen | Pays-Bas       | Boels Dolmans             | + 3 s           |
| 6e | Soraya Paladin       | Italie         | CCC-Liv                   | + 3 s           |
| 7e | Ane Santesteban      | Espagne        | Ceratizit-WNT Pro Cycling | + 3 s           |
| 8e | Liane Lippert        | Allemagne      | Sunweb                    | + 3 s           |
| 9e | Ashleigh Moolman     | Afrique du Sud | CCC-Liv                   | + 3 s           |
| 10e | Floortje Mackaij     | Pays-Bas       | Sunweb                    | + 3 s           |

| \| Classement général \| Classement général \| Classement général \| Classement général \| Classement général \| \| Coureuse \| Coureuse \| Pays \| Équipe \| Temps \| \| ------------------ \| --------------------- \| ------------------ \| ---------------------------------- \| ------------------ \| \| 1re \| Annemiek van Vleuten \| Pays-Bas \| Mitchelton-Scott \| 20 h 29 min 43 s \| \| 2e \| Katarzyna Niewiadoma \| Pologne \| Canyon-SRAM Racing \| + 1 min 48 s \| \| 3e \| Anna van der Breggen \| Pays-Bas \| Boels Dolmans \| + 2 min 03 s \| \| 4e \| Cecilie Uttrup Ludwig \| Danemark \| FDJ-Nouvelle Aquitaine-Futuroscope \| + 3 min 03 s \| \| 5e \| Mikayla Harvey \| Nouvelle-Zélande \| Paule Ka \| + 4 min 21 s \| \| 6e \| Elisa Longo Borghini \| Italie \| Trek-Segafredo \| + 4 min 32 s \| \| 7e \| Ashleigh Moolman \| Afrique du Sud \| CCC-Liv \| + 4 min 34 s \| \| 8e \| Mavi García \| Espagne \| Alé BTC Ljubljana \| + 4 min 38 s \| \| 9e \| Marianne Vos \| Pays-Bas \| CCC-Liv \| + 5 min 02 s \| \| 10e \| Elizabeth Banks \| Royaume-Uni \| Paule Ka \| + 5 min 56 s \| |                       |                  |                                    |                  |
| |                       |                  |                                    |                  |
| Source : ProCyclingStats |                       |                  |                                    |                  |
| Classement général |                       |                  |                                    |                  |
| Coureuse | Coureuse              | Pays             | Équipe                             | Temps            |
| 1re | Annemiek van Vleuten  | Pays-Bas         | Mitchelton-Scott                   | 20 h 29 min 43 s |
| 2e | Katarzyna Niewiadoma  | Pologne          | Canyon-SRAM Racing                 | + 1 min 48 s     |
| 3e | Anna van der Breggen  | Pays-Bas         | Boels Dolmans                      | + 2 min 03 s     |
| 4e | Cecilie Uttrup Ludwig | Danemark         | FDJ-Nouvelle Aquitaine-Futuroscope | + 3 min 03 s     |
| 5e | Mikayla Harvey        | Nouvelle-Zélande | Paule Ka                           | + 4 min 21 s     |
| 6e | Elisa Longo Borghini  | Italie           | Trek-Segafredo                     | + 4 min 32 s     |
| 7e | Ashleigh Moolman      | Afrique du Sud   | CCC-Liv                            | + 4 min 34 s     |
| 8e | Mavi García           | Espagne          | Alé BTC Ljubljana                  | + 4 min 38 s     |
| 9e | Marianne Vos          | Pays-Bas         | CCC-Liv                            | + 5 min 02 s     |
| 10e | Elizabeth Banks       | Royaume-Uni      | Paule Ka                           | + 5 min 56 s     |

### 8eétape
Le vent scinde le peloton en trois parties en début d'étape. Mikayla Harvey est victime d'un incident mécanique, ce qui oblige son équipe à produire un effort pour la faire revenir sur le groupe de tête. Un groupe de neuf coureuses part ensuite. Il s'agit de : Lucy Kennedy, Katia Ragusa, Amy Pieters, Pauliena Rooijakkers, Jelena Eric, Coryn Rivera, Ruth Winder et Lisa Brennauer . Maria Novolodskaya revient ensuite mais chute dans un virage dans la descente qui suit.  Ilaria Sanguineti  revient également sur la tête. Le groupe est repris au pied la dernière ascension du jour. Elizabeth Deignan mène le peloton pour Elisa Longo Borghini. Elles sont suivies par Katarzyna Niewiadoma, Cecilie Uttrup Ludwig, Mikayla Harvey, Anna van der Breggen, Liane Lippert, Ashleigh Moolman-Pasio et Niamh Fisher-Black. Ces trois dernières lâchent tour à tour. Anna van der Breggen attaque au milieu de la montée. Elisa Longo Borghini et Mikayla Harvey, un temps, parviennent à la suivre. L'Italienne accélère dans une portion raide, mais ne se détâche pas de la Néerlandaise. Elle gagne finalement au sprint, Anna van der Breggen endosse le maillot rose.
| \| Classement de l'étape \| Classement de l'étape \| Classement de l'étape \| Classement de l'étape \| Classement de l'étape \| \| Coureuse \| Coureuse \| Pays \| Équipe \| Temps \| \| --------------------- \| --------------------- \| --------------------- \| ---------------------------------- \| --------------------- \| \| 1re \| Elisa Longo Borghini \| Italie \| Trek-Segafredo \| 2 h 33 min 57 s \| \| 2e \| Anna van der Breggen \| Pays-Bas \| Boels Dolmans \| + 0 s \| \| 3e \| Mikayla Harvey \| Nouvelle-Zélande \| Paule Ka \| + 31 s \| \| 4e \| Katrine Aalerud \| Norvège \| Movistar Team \| + 1 min 06 s \| \| 5e \| Cecilie Uttrup Ludwig \| Danemark \| FDJ-Nouvelle Aquitaine-Futuroscope \| + 1 min 19 s \| \| 6e \| Katarzyna Niewiadoma \| Pologne \| Canyon-SRAM Racing \| + 1 min 19 s \| \| 7e \| Pauliena Rooijakkers \| Pays-Bas \| CCC-Liv \| + 1 min 19 s \| \| 8e \| Liane Lippert \| Allemagne \| Sunweb \| + 1 min 31 s \| \| 9e \| Marta Cavalli \| Italie \| Valcar-Travel & Service \| + 1 min 52 s \| \| 10e \| Sofia Bertizzolo \| Italie \| CCC-Liv \| + 1 min 58 s \| |                       |                  |                                    |                 |
| |                       |                  |                                    |                 |
| Source : ProCyclingStats |                       |                  |                                    |                 |
| Classement de l'étape |                       |                  |                                    |                 |
| Coureuse | Coureuse              | Pays             | Équipe                             | Temps           |
| 1re | Elisa Longo Borghini  | Italie           | Trek-Segafredo                     | 2 h 33 min 57 s |
| 2e | Anna van der Breggen  | Pays-Bas         | Boels Dolmans                      | + 0 s           |
| 3e | Mikayla Harvey        | Nouvelle-Zélande | Paule Ka                           | + 31 s          |
| 4e | Katrine Aalerud       | Norvège          | Movistar Team                      | + 1 min 06 s    |
| 5e | Cecilie Uttrup Ludwig | Danemark         | FDJ-Nouvelle Aquitaine-Futuroscope | + 1 min 19 s    |
| 6e | Katarzyna Niewiadoma  | Pologne          | Canyon-SRAM Racing                 | + 1 min 19 s    |
| 7e | Pauliena Rooijakkers  | Pays-Bas         | CCC-Liv                            | + 1 min 19 s    |
| 8e | Liane Lippert         | Allemagne        | Sunweb                             | + 1 min 31 s    |
| 9e | Marta Cavalli         | Italie           | Valcar-Travel & Service            | + 1 min 52 s    |
| 10e | Sofia Bertizzolo      | Italie           | CCC-Liv                            | + 1 min 58 s    |

| \| Classement général \| Classement général \| Classement général \| Classement général \| Classement général \| \| Coureuse \| Coureuse \| Pays \| Équipe \| Temps \| \| ------------------ \| --------------------- \| ------------------ \| ---------------------------------- \| ------------------ \| \| 1re \| Anna van der Breggen \| Pays-Bas \| Boels Dolmans \| 23 h 05 min 37 s \| \| 2e \| Katarzyna Niewiadoma \| Pologne \| Canyon-SRAM Racing \| + 1 min 10 s \| \| 3e \| Elisa Longo Borghini \| Italie \| Trek-Segafredo \| + 2 min 23 s \| \| 4e \| Cecilie Uttrup Ludwig \| Danemark \| FDJ-Nouvelle Aquitaine-Futuroscope \| + 2 min 25 s \| \| 5e \| Mikayla Harvey \| Nouvelle-Zélande \| Paule Ka \| + 2 min 51 s \| \| 6e \| Ashleigh Moolman \| Afrique du Sud \| CCC-Liv \| + 4 min 48 s \| \| 7e \| Mavi García \| Espagne \| Alé BTC Ljubljana \| + 5 min 58 s \| \| 8e \| Ane Santesteban \| Espagne \| Ceratizit-WNT Pro Cycling \| + 6 min 17 s \| \| 9e \| Marianne Vos \| Pays-Bas \| CCC-Liv \| + 7 min 29 s \| \| 10e \| Elizabeth Banks \| Royaume-Uni \| Paule Ka \| + 7 min 49 s \| |                       |                  |                                    |                  |
| |                       |                  |                                    |                  |
| Source : ProCyclingStats |                       |                  |                                    |                  |
| Classement général |                       |                  |                                    |                  |
| Coureuse | Coureuse              | Pays             | Équipe                             | Temps            |
| 1re | Anna van der Breggen  | Pays-Bas         | Boels Dolmans                      | 23 h 05 min 37 s |
| 2e | Katarzyna Niewiadoma  | Pologne          | Canyon-SRAM Racing                 | + 1 min 10 s     |
| 3e | Elisa Longo Borghini  | Italie           | Trek-Segafredo                     | + 2 min 23 s     |
| 4e | Cecilie Uttrup Ludwig | Danemark         | FDJ-Nouvelle Aquitaine-Futuroscope | + 2 min 25 s     |
| 5e | Mikayla Harvey        | Nouvelle-Zélande | Paule Ka                           | + 2 min 51 s     |
| 6e | Ashleigh Moolman      | Afrique du Sud   | CCC-Liv                            | + 4 min 48 s     |
| 7e | Mavi García           | Espagne          | Alé BTC Ljubljana                  | + 5 min 58 s     |
| 8e | Ane Santesteban       | Espagne          | Ceratizit-WNT Pro Cycling          | + 6 min 17 s     |
| 9e | Marianne Vos          | Pays-Bas         | CCC-Liv                            | + 7 min 29 s     |
| 10e | Elizabeth Banks       | Royaume-Uni      | Paule Ka                           | + 7 min 49 s     |

### 9eétape
Au bout de dix kilomètres, Jelena Eric attaque dans une descente. Elle est rejointe par pas moins de vingt-six coureuses. Ce groupe connait quelques variations, mais au bout de trois tours, il a cinq minutes d'avance. Après plusieurs attaques, sept coureuses s'extraient : Niamh Fisher-Black, Evita Muzic, Juliette Labous, Katia Ragusa, Ellen Van Dijk, Erica Magnaldi et Sabrina Stultiens. Elles se disputent la victoire au sprint et Evita Muzic lève les bras. Il n'y a pas de changements au classement général.
| \| Classement de l'étape \| Classement de l'étape \| Classement de l'étape \| Classement de l'étape \| Classement de l'étape \| \| Coureuse \| Coureuse \| Pays \| Équipe \| Temps \| \| --------------------- \| --------------------- \| --------------------- \| ---------------------------------- \| --------------------- \| \| 1re \| Évita Muzic \| France \| FDJ-Nouvelle Aquitaine-Futuroscope \| 3 h 16 min 30 s \| \| 2e \| Niamh Fisher-Black \| Nouvelle-Zélande \| Paule Ka \| + 0 s \| \| 3e \| Juliette Labous \| France \| Sunweb \| + 0 s \| \| 4e \| Katia Ragusa \| Italie \| Astana Women's Team \| + 3 s \| \| 5e \| Ellen van Dijk \| Pays-Bas \| Trek-Segafredo \| + 4 s \| \| 6e \| Erica Magnaldi \| Italie \| Ceratizit-WNT Pro Cycling \| + 8 s \| \| 7e \| Sabrina Stultiens \| Pays-Bas \| CCC-Liv \| + 10 s \| \| 8e \| Eugenia Bujak \| Slovénie \| Alé BTC Ljubljana \| + 25 s \| \| 9e \| Arlenis Sierra \| Cuba \| Astana Women's Team \| + 36 s \| \| 10e \| Paula Patiño \| Colombie \| Movistar Team \| + 42 s \| |                    |                  |                                    |                 |
| |                    |                  |                                    |                 |
| Source : ProCyclingStats |                    |                  |                                    |                 |
| Classement de l'étape |                    |                  |                                    |                 |
| Coureuse | Coureuse           | Pays             | Équipe                             | Temps           |
| 1re | Évita Muzic        | France           | FDJ-Nouvelle Aquitaine-Futuroscope | 3 h 16 min 30 s |
| 2e | Niamh Fisher-Black | Nouvelle-Zélande | Paule Ka                           | + 0 s           |
| 3e | Juliette Labous    | France           | Sunweb                             | + 0 s           |
| 4e | Katia Ragusa       | Italie           | Astana Women's Team                | + 3 s           |
| 5e | Ellen van Dijk     | Pays-Bas         | Trek-Segafredo                     | + 4 s           |
| 6e | Erica Magnaldi     | Italie           | Ceratizit-WNT Pro Cycling          | + 8 s           |
| 7e | Sabrina Stultiens  | Pays-Bas         | CCC-Liv                            | + 10 s          |
| 8e | Eugenia Bujak      | Slovénie         | Alé BTC Ljubljana                  | + 25 s          |
| 9e | Arlenis Sierra     | Cuba             | Astana Women's Team                | + 36 s          |
| 10e | Paula Patiño       | Colombie         | Movistar Team                      | + 42 s          |

## Classements finals

### Classement général final
| \| Classement général \| Classement général \| Classement général \| Classement général \| Classement général \| \| Coureuse \| Coureuse \| Pays \| Équipe \| Temps \| \| ------------------ \| --------------------------- \| ------------------ \| ------------------------------------ \| ------------------ \| \| 1re \| Anna van der Breggen \| Pays-Bas \| Boels Dolmans \| 26 h 25 min 43 s \| \| 2e \| Katarzyna Niewiadoma \| Pologne \| Canyon-SRAM Racing \| + 1 min 14 s \| \| 3e \| Elisa Longo Borghini \| Italie \| Trek-Segafredo \| + 2 min 20 s \| \| 4e \| Cecilie Uttrup Ludwig \| Danemark \| FDJ-Nouvelle Aquitaine-Futuroscope \| + 2 min 22 s \| \| 5e \| Mikayla Harvey \| Nouvelle-Zélande \| Paule Ka \| + 2 min 52 s \| \| 6e \| Ashleigh Moolman \| Afrique du Sud \| CCC-Liv \| + 5 min 02 s \| \| 7e \| Ane Santesteban \| Espagne \| Ceratizit-WNT Pro Cycling \| + 6 min 31 s \| \| 8e \| Paula Patiño \| Colombie \| Movistar Team \| + 6 min 54 s \| \| 9e \| Mavi García \| Espagne \| Alé BTC Ljubljana \| + 7 min 06 s \| \| 10e \| Évita Muzic \| France \| FDJ-Nouvelle Aquitaine-Futuroscope \| + 7 min 47 s \| \| 11e \| Marianne Vos \| Pays-Bas \| CCC-Liv \| + 8 min 01 s \| \| 12e \| Elizabeth Banks \| Royaume-Uni \| Paule Ka \| + 8 min 09 s \| \| 13e \| Liane Lippert \| Allemagne \| Sunweb \| + 8 min 27 s \| \| 14e \| Marta Cavalli \| Italie \| Valcar-Travel & Service \| + 8 min 46 s \| \| 15e \| Katia Ragusa \| Italie \| Astana Women's Team \| + 9 min 42 s \| \| 16e \| Katrine Aalerud \| Norvège \| Movistar Team \| + 10 min 21 s \| \| 17e \| Soraya Paladin \| Italie \| CCC-Liv \| + 11 min 28 s \| \| 18e \| Chantal van den Broek-Blaak \| Pays-Bas \| Boels Dolmans \| + 12 min 07 s \| \| 19e \| Erica Magnaldi \| Italie \| Ceratizit-WNT Pro Cycling \| + 12 min 18 s \| \| 20e \| Maria Novolodskaya \| Russie \| Cogeas-Mettler-Look Pro Cycling Team \| + 15 min 08 s \| |                             |                  |                                      |                  |
| |                             |                  |                                      |                  |
| Source : ProCyclingStats |                             |                  |                                      |                  |
| Classement général |                             |                  |                                      |                  |
| Coureuse | Coureuse                    | Pays             | Équipe                               | Temps            |
| 1re | Anna van der Breggen        | Pays-Bas         | Boels Dolmans                        | 26 h 25 min 43 s |
| 2e | Katarzyna Niewiadoma        | Pologne          | Canyon-SRAM Racing                   | + 1 min 14 s     |
| 3e | Elisa Longo Borghini        | Italie           | Trek-Segafredo                       | + 2 min 20 s     |
| 4e | Cecilie Uttrup Ludwig       | Danemark         | FDJ-Nouvelle Aquitaine-Futuroscope   | + 2 min 22 s     |
| 5e | Mikayla Harvey              | Nouvelle-Zélande | Paule Ka                             | + 2 min 52 s     |
| 6e | Ashleigh Moolman            | Afrique du Sud   | CCC-Liv                              | + 5 min 02 s     |
| 7e | Ane Santesteban             | Espagne          | Ceratizit-WNT Pro Cycling            | + 6 min 31 s     |
| 8e | Paula Patiño                | Colombie         | Movistar Team                        | + 6 min 54 s     |
| 9e | Mavi García                 | Espagne          | Alé BTC Ljubljana                    | + 7 min 06 s     |
| 10e | Évita Muzic                 | France           | FDJ-Nouvelle Aquitaine-Futuroscope   | + 7 min 47 s     |
| 11e | Marianne Vos                | Pays-Bas         | CCC-Liv                              | + 8 min 01 s     |
| 12e | Elizabeth Banks             | Royaume-Uni      | Paule Ka                             | + 8 min 09 s     |
| 13e | Liane Lippert               | Allemagne        | Sunweb                               | + 8 min 27 s     |
| 14e | Marta Cavalli               | Italie           | Valcar-Travel & Service              | + 8 min 46 s     |
| 15e | Katia Ragusa                | Italie           | Astana Women's Team                  | + 9 min 42 s     |
| 16e | Katrine Aalerud             | Norvège          | Movistar Team                        | + 10 min 21 s    |
| 17e | Soraya Paladin              | Italie           | CCC-Liv                              | + 11 min 28 s    |
| 18e | Chantal van den Broek-Blaak | Pays-Bas         | Boels Dolmans                        | + 12 min 07 s    |
| 19e | Erica Magnaldi              | Italie           | Ceratizit-WNT Pro Cycling            | + 12 min 18 s    |
| 20e | Maria Novolodskaya          | Russie           | Cogeas-Mettler-Look Pro Cycling Team | + 15 min 08 s    |

### UCI World Tour

#### Points attribués
| Position                  | 1er | 2e  | 3e  | 4e  | 5e  | 6e  | 7e  | 8e  | 9e | 10e | 11e | 12e | 13e | 14e | 15e | 16e à 20e | 21e à 30e | 31e à 40e |  |  |
| Classement général        | 400 | 320 | 260 | 220 | 180 | 140 | 120 | 100 | 80 | 68  | 56  | 48  | 40  | 32  | 28  | 24        | 16        | 8         |  |  |
| Étapes et demi-étapes     | 50  | 40  | 30  | 25  | 20  | 18  | 15  | 10  | 8  | 6   |     |     |     |     |     |           |           |           |  |  |
| Port du maillot de leader | 8   |     |     |     |     |     |     |     |    |     |     |     |     |     |     |           |           |           |  |  |

### Classements annexes
| Classement par points | Classement par points | Classement par points | Classement par points              | Classement par points |
| Coureuse              | Coureuse              | Pays                  | Équipe                             | Points                |
| --------------------- | --------------------- | --------------------- | ---------------------------------- | --------------------- |
| 1re                   | Marianne Vos          | Pays-Bas              | CCC-Liv                            | 46 pts                |
| 2e                    | Anna van der Breggen  | Pays-Bas              | Boels Dolmans                      | 34 pts                |
| 3e                    | Katarzyna Niewiadoma  | Pologne               | Canyon-SRAM Racing                 | 34 pts                |
| 4e                    | Elisa Longo Borghini  | Italie                | Trek-Segafredo                     | 33 pts                |
| 5e                    | Cecilie Uttrup Ludwig | Danemark              | FDJ-Nouvelle Aquitaine-Futuroscope | 30 pts                |
| 6e                    | Lizzie Deignan        | Royaume-Uni           | Trek-Segafredo                     | 22 pts                |
| 7e                    | Liane Lippert         | Allemagne             | Sunweb                             | 19 pts                |
| 8e                    | Coryn Rivera          | États-Unis            | Sunweb                             | 16 pts                |
| 9e                    | Évita Muzic           | France                | FDJ-Nouvelle Aquitaine-Futuroscope | 15 pts                |
| 10e                   | Elizabeth Banks       | Royaume-Uni           | Paule Ka                           | 15 pts                |

| Classement par points | Classement par points | Classement par points | Classement par points              | Classement par points |
| Coureuse              | Coureuse              | Pays                  | Équipe                             | Points                |
| --------------------- | --------------------- | --------------------- | ---------------------------------- | --------------------- |
| 1re                   | Marianne Vos          | Pays-Bas              | CCC-Liv                            | 46 pts                |
| 2e                    | Anna van der Breggen  | Pays-Bas              | Boels Dolmans                      | 34 pts                |
| 3e                    | Katarzyna Niewiadoma  | Pologne               | Canyon-SRAM Racing                 | 34 pts                |
| 4e                    | Elisa Longo Borghini  | Italie                | Trek-Segafredo                     | 33 pts                |
| 5e                    | Cecilie Uttrup Ludwig | Danemark              | FDJ-Nouvelle Aquitaine-Futuroscope | 30 pts                |
| 6e                    | Lizzie Deignan        | Royaume-Uni           | Trek-Segafredo                     | 22 pts                |
| 7e                    | Liane Lippert         | Allemagne             | Sunweb                             | 19 pts                |
| 8e                    | Coryn Rivera          | États-Unis            | Sunweb                             | 16 pts                |
| 9e                    | Évita Muzic           | France                | FDJ-Nouvelle Aquitaine-Futuroscope | 15 pts                |
| 10e                   | Elizabeth Banks       | Royaume-Uni           | Paule Ka                           | 15 pts                |

| Classement de la montagne | Classement de la montagne | Classement de la montagne | Classement de la montagne            | Classement de la montagne |
| Coureuse                  | Coureuse                  | Pays                      | Équipe                               | Points                    |
| ------------------------- | ------------------------- | ------------------------- | ------------------------------------ | ------------------------- |
| 1re                       | Cecilie Uttrup Ludwig     | Danemark                  | FDJ-Nouvelle Aquitaine-Futuroscope   | 40 pts                    |
| 2e                        | Elisa Longo Borghini      | Italie                    | Trek-Segafredo                       | 28 pts                    |
| 3e                        | Katia Ragusa              | Italie                    | Astana Women's Team                  | 24 pts                    |
| 4e                        | Marianne Vos              | Pays-Bas                  | CCC-Liv                              | 17 pts                    |
| 5e                        | Maria Novolodskaya        | Russie                    | Cogeas-Mettler-Look Pro Cycling Team | 12 pts                    |
| 6e                        | Anna van der Breggen      | Pays-Bas                  | Boels Dolmans                        | 12 pts                    |
| 7e                        | Liane Lippert             | Allemagne                 | Sunweb                               | 7 pts                     |
| 8e                        | Évita Muzic               | France                    | FDJ-Nouvelle Aquitaine-Futuroscope   | 5 pts                     |
| 9e                        | Mikayla Harvey            | Nouvelle-Zélande          | Paule Ka                             | 5 pts                     |
| 10e                       | Pauliena Rooijakkers      | Pays-Bas                  | CCC-Liv                              | 5 pts                     |

| Classement de la montagne | Classement de la montagne | Classement de la montagne | Classement de la montagne            | Classement de la montagne |
| Coureuse                  | Coureuse                  | Pays                      | Équipe                               | Points                    |
| ------------------------- | ------------------------- | ------------------------- | ------------------------------------ | ------------------------- |
| 1re                       | Cecilie Uttrup Ludwig     | Danemark                  | FDJ-Nouvelle Aquitaine-Futuroscope   | 40 pts                    |
| 2e                        | Elisa Longo Borghini      | Italie                    | Trek-Segafredo                       | 28 pts                    |
| 3e                        | Katia Ragusa              | Italie                    | Astana Women's Team                  | 24 pts                    |
| 4e                        | Marianne Vos              | Pays-Bas                  | CCC-Liv                              | 17 pts                    |
| 5e                        | Maria Novolodskaya        | Russie                    | Cogeas-Mettler-Look Pro Cycling Team | 12 pts                    |
| 6e                        | Anna van der Breggen      | Pays-Bas                  | Boels Dolmans                        | 12 pts                    |
| 7e                        | Liane Lippert             | Allemagne                 | Sunweb                               | 7 pts                     |
| 8e                        | Évita Muzic               | France                    | FDJ-Nouvelle Aquitaine-Futuroscope   | 5 pts                     |
| 9e                        | Mikayla Harvey            | Nouvelle-Zélande          | Paule Ka                             | 5 pts                     |
| 10e                       | Pauliena Rooijakkers      | Pays-Bas                  | CCC-Liv                              | 5 pts                     |

| Classement du meilleur jeune | Classement du meilleur jeune | Classement du meilleur jeune | Classement du meilleur jeune         | Classement du meilleur jeune |
| Coureuse                     | Coureuse                     | Pays                         | Équipe                               | Temps                        |
| ---------------------------- | ---------------------------- | ---------------------------- | ------------------------------------ | ---------------------------- |
| 1re                          | Mikayla Harvey               | Nouvelle-Zélande             | Paule Ka                             | 26 h 28 min 35 s             |
| 2e                           | Évita Muzic                  | France                       | FDJ-Nouvelle Aquitaine-Futuroscope   | + 4 min 55 s                 |
| 3e                           | Liane Lippert                | Allemagne                    | Sunweb                               | + 5 min 35 s                 |
| 4e                           | Marta Cavalli                | Italie                       | Valcar-Travel & Service              | + 5 min 54 s                 |
| 5e                           | Maria Novolodskaya           | Russie                       | Cogeas-Mettler-Look Pro Cycling Team | + 12 min 16 s                |
| 6e                           | Niamh Fisher-Black           | Nouvelle-Zélande             | Paule Ka                             | + 13 min 08 s                |
| 7e                           | Juliette Labous              | France                       | Sunweb                               | + 14 min 00 s                |
| 8e                           | Debora Silvestri             | Italie                       | Top Girls Fassa Bortolo              | + 16 min 32 s                |
| 9e                           | Sara Casasola                | Italie                       | Servetto-Piumate-Beltrami TSA        | + 27 min 06 s                |
| 10e                          | Maaike Boogaard              | Pays-Bas                     | Alé BTC Ljubljana                    | + 39 min 24 s                |

| Classement du meilleur jeune | Classement du meilleur jeune | Classement du meilleur jeune | Classement du meilleur jeune         | Classement du meilleur jeune |
| Coureuse                     | Coureuse                     | Pays                         | Équipe                               | Temps                        |
| ---------------------------- | ---------------------------- | ---------------------------- | ------------------------------------ | ---------------------------- |
| 1re                          | Mikayla Harvey               | Nouvelle-Zélande             | Paule Ka                             | 26 h 28 min 35 s             |
| 2e                           | Évita Muzic                  | France                       | FDJ-Nouvelle Aquitaine-Futuroscope   | + 4 min 55 s                 |
| 3e                           | Liane Lippert                | Allemagne                    | Sunweb                               | + 5 min 35 s                 |
| 4e                           | Marta Cavalli                | Italie                       | Valcar-Travel & Service              | + 5 min 54 s                 |
| 5e                           | Maria Novolodskaya           | Russie                       | Cogeas-Mettler-Look Pro Cycling Team | + 12 min 16 s                |
| 6e                           | Niamh Fisher-Black           | Nouvelle-Zélande             | Paule Ka                             | + 13 min 08 s                |
| 7e                           | Juliette Labous              | France                       | Sunweb                               | + 14 min 00 s                |
| 8e                           | Debora Silvestri             | Italie                       | Top Girls Fassa Bortolo              | + 16 min 32 s                |
| 9e                           | Sara Casasola                | Italie                       | Servetto-Piumate-Beltrami TSA        | + 27 min 06 s                |
| 10e                          | Maaike Boogaard              | Pays-Bas                     | Alé BTC Ljubljana                    | + 39 min 24 s                |

| Classement par équipes | Classement par équipes             | Classement par équipes | Classement par équipes |
| Équipe                 | Équipe                             | Pays                   | Temps                  |
| ---------------------- | ---------------------------------- | ---------------------- | ---------------------- |
| 1re                    | CCC-Liv                            | Pologne                | 78 h 50 min 19 s       |
| 2e                     | Paule Ka                           | Suisse                 | + 43 s                 |
| 3e                     | FDJ-Nouvelle Aquitaine-Futuroscope | France                 | + 10 min 45 s          |
| 4e                     | Boels Dolmans                      | Pays-Bas               | + 23 min 05 s          |
| 5e                     | Trek-Segafredo                     | États-Unis             | + 25 min 14 s          |
| 6e                     | Alé BTC Ljubljana                  | Italie                 | + 26 min 21 s          |
| 7e                     | Sunweb Women                       | Pays-Bas               | + 26 min 36 s          |
| 8e                     | Canyon-SRAM Racing                 | Allemagne              | + 32 min 36 s          |
| 9e                     | Mitchelton-Scott                   | Australie              | + 38 min 07 s          |
| 10e                    | Ceratizit-WNT Pro Cycling          | Allemagne              | + 38 min 09 s          |

| Classement par équipes | Classement par équipes             | Classement par équipes | Classement par équipes |
| Équipe                 | Équipe                             | Pays                   | Temps                  |
| ---------------------- | ---------------------------------- | ---------------------- | ---------------------- |
| 1re                    | CCC-Liv                            | Pologne                | 78 h 50 min 19 s       |
| 2e                     | Paule Ka                           | Suisse                 | + 43 s                 |
| 3e                     | FDJ-Nouvelle Aquitaine-Futuroscope | France                 | + 10 min 45 s          |
| 4e                     | Boels Dolmans                      | Pays-Bas               | + 23 min 05 s          |
| 5e                     | Trek-Segafredo                     | États-Unis             | + 25 min 14 s          |
| 6e                     | Alé BTC Ljubljana                  | Italie                 | + 26 min 21 s          |
| 7e                     | Sunweb Women                       | Pays-Bas               | + 26 min 36 s          |
| 8e                     | Canyon-SRAM Racing                 | Allemagne              | + 32 min 36 s          |
| 9e                     | Mitchelton-Scott                   | Australie              | + 38 min 07 s          |
| 10e                    | Ceratizit-WNT Pro Cycling          | Allemagne              | + 38 min 09 s          |

## Évolution des classements
| Étape              | Vainqueur            | Classement général   | Classement par points | Classement de la montagne | Classement de la meilleure jeune | Classement par équipes |
| ------------------ | -------------------- | -------------------- | --------------------- | ------------------------- | -------------------------------- | ---------------------- |
| 1                  | Trek-Segafredo       | Elisa Longo Borghini | non attribué          | non attribué              | Emma Norsgaard Jørgensen         | Trek-Segafredo         |
| 2                  | Annemiek van Vleuten | Annemiek van Vleuten | Annemiek van Vleuten  | Annemiek van Vleuten      | Mikayla Harvey                   | CCC-Liv                |
| 3                  | Marianne Vos         | Annemiek van Vleuten | Annemiek van Vleuten  | Marianne Vos              | Mikayla Harvey                   | CCC-Liv                |
| 4                  | Elizabeth Banks      | Annemiek van Vleuten | Annemiek van Vleuten  | Cecilie Uttrup Ludwig     | Mikayla Harvey                   | Paule Ka               |
| 5                  | Marianne Vos         | Annemiek van Vleuten | Marianne Vos          | Cecilie Uttrup Ludwig     | Mikayla Harvey                   | Paule Ka               |
| 6                  | Marianne Vos         | Annemiek van Vleuten | Marianne Vos          | Cecilie Uttrup Ludwig     | Mikayla Harvey                   | Paule Ka               |
| 7                  | Lotte Kopecky        | Annemiek van Vleuten | Marianne Vos          | Cecilie Uttrup Ludwig     | Mikayla Harvey                   | CCC-Liv                |
| 8                  | Elisa Longo Borghini | Anna van der Breggen | Marianne Vos          | Cecilie Uttrup Ludwig     | Mikayla Harvey                   | CCC-Liv                |
| 9                  | Évita Muzic          | Anna van der Breggen | Marianne Vos          | Cecilie Uttrup Ludwig     | Mikayla Harvey                   | CCC-Liv                |
| Classements finals | Classements finals   | Anna van der Breggen | Marianne Vos          | Cecilie Uttrup Ludwig     | Mikayla Harvey                   | CCC-Liv                |

## Liste des participantes
| Légende                             | Légende | Légende                                | Légende |
| ----------------------------------- | --- | -------------------------------------- | --- |
| Num                                 | Dossard de départ porté par la coureuse sur ce Tour d'Italie féminin                                             | Pos                                    | Position finale au classement général                                                                         |
| Leader du classement général        | Indique la vainqueur du classement général                                                                       | Leader du classement des sprints       | Indique la vainqueur du classement par points                                                                 |
| Leader du classement de la montagne | Indique la vainqueur du classement de la montagne                                                                | Leader du classement du meilleur jeune | Indique la vainqueur du classement de la meilleure jeune                                                      |
|                                     | Indique un maillot de champion national ou mondial, suivi de sa spécialité                                       | Leader du classement par points        | Indique la vainqueur du classement de la meilleure italienne                                                  |
| #                                   | Indique la meilleure équipe                                                                                      | NP                                     | Indique une coureuse qui n'a pas pris le départ d'une étape, suivi du numéro de l'étape où elle s'est retirée |
| AB                                  | Indique une coureuse qui n'a pas terminé une étape, suivi du numéro de l'étape où elle s'est retirée             | HD                                     | Indique une coureuse qui a terminé une étape hors des délais, suivi du numéro de l'étape                      |
| *                                   | Indique une coureuse en lice pour le classement de la meilleure jeune (coureuses nées après le 1er janvier 1995) |                                        | |

| Mitchelton-Scott MTS | Mitchelton-Scott MTS               | Mitchelton-Scott MTS |
| -------------------- | ---------------------------------- | -------------------- |
| Num                  | Coureuse                           | Pos                  |
| 1                    | Annemiek van Vleuten (NED) (route) | NP-8                 |
| 2                    | Amanda Spratt (AUS) (route)        | NP-8                 |
| 3                    | Lucy Kennedy (AUS)                 | 31e                  |
| 4                    | Moniek Tenniglo (NED)              | AB-8                 |
| 5                    | Sarah Roy (AUS)                    | 75e                  |
| 6                    | Grace Brown (AUS)                  | 55e                  |

| Alé BTC Ljubljana ALE | Alé BTC Ljubljana ALE               | Alé BTC Ljubljana ALE |
| --------------------- | ----------------------------------- | --------------------- |
| Num                   | Coureuse                            | Pos                   |
| 11                    | Maaike Boogaard (NED)               | 47e                   |
| 12                    | Tatiana Guderzo (ITA)               | 22e                   |
| 13                    | Mavi García (ESP) (route et chrono) | 9e                    |
| 14                    | Eugenia Bujak (SLO)                 | 35e                   |
| 15                    | Urška Žigart (SLO) (chrono)         | 78e                   |
| 16                    | Anna Trevisi (ITA)                  | AB-4                  |

| Aromitalia Vaiano VAI | Aromitalia Vaiano VAI   | Aromitalia Vaiano VAI |
| --------------------- | ----------------------- | --------------------- |
| Num                   | Coureuse                | Pos                   |
| 21                    | Rasa Leleivytė (LTU)    | 49e                   |
| 22                    | Letizia Borghesi (ITA)  | 76e                   |
| 23                    | Carmela Cipriani (ITA)  | AB-9                  |
| 24                    | Sofia Collinelli (ITA)  | HD-2                  |
| 25                    | Giulia Marchesini (ITA) | 81e                   |
| 26                    | Gemma Sernissi (ITA)    | HD-2                  |

| Astana Women's Team ASA | Astana Women's Team ASA                | Astana Women's Team ASA |
| ----------------------- | -------------------------------------- | ----------------------- |
| Num                     | Coureuse                               | Pos                     |
| 31                      | Arlenis Sierra (CUB) (route et chrono) | 42e                     |
| 32                      | Olivija Baleišytė (LTU)                | HD-2                    |
| 33                      | Liliana Moreno (COL)                   | AB-4                    |
| 34                      | Francesca Pattaro (ITA)                | HD-2                    |
| 35                      | Katia Ragusa (ITA)                     | 15e                     |
| 36                      | Olga Shekel (UKR) (chrono)             | 84e                     |

| Bepink BPK | Bepink BPK             | Bepink BPK |
| ---------- | ---------------------- | ---------- |
| Num        | Coureuse               | Pos        |
| 41         | Vania Canvelli (ITA)   | AB-5       |
| 42         | Silvia Valsecchi (ITA) | 63e        |
| 43         | Simona Frapporti (ITA) | 80e        |
| 44         | Marketa Hajkova (CZE)  | 62e        |
| 45         | Silvia Zanardi (ITA)   | 53e        |
| 46         | Giorgia Catarzi (ITA)  | AB-6       |

| Bizkaia-Durango BDP | Bizkaia-Durango BDP        | Bizkaia-Durango BDP |
| ------------------- | -------------------------- | ------------------- |
| Num                 | Coureuse                   | Pos                 |
| 51                  | Alice Maria Arzuffi (ITA)  | 52e                 |
| 52                  | Carla Oberholzer (RSA)     | AB-3                |
| 53                  | Lucía González (ESP)       | 82e                 |
| 54                  | Elizabeth Holden (GBR)     | AB-9                |
| 55                  | Nadine Michaela Gill (GER) | 33e                 |
| 56                  | Ariana Gilabert (ESP)      | HD-6                |

| Boels Dolmans DLT | Boels Dolmans DLT                  | Boels Dolmans DLT |
| ----------------- | ---------------------------------- | ----------------- |
| Num               | Coureuse                           | Pos               |
| 61                | Anna van der Breggen (NED) (route) | 1re               |
| 62                | Chantal van den Broek-Blaak (NED)  | 18e               |
| 63                | Eva Buurman (NED)                  | AB-9              |
| 64                | Karol-Ann Canuel (CAN) (route)     | 39e               |
| 65                | Amy Pieters (NED)                  | 32e               |
| 66                | Jolien D'Hoore (BEL)               | AB-9              |

| Canyon-SRAM Racing CSR | Canyon-SRAM Racing CSR     | Canyon-SRAM Racing CSR |
| ---------------------- | -------------------------- | ---------------------- |
| Num                    | Coureuse                   | Pos                    |
| 71                     | Alena Amialiusik (BLR)     | 36e                    |
| 72                     | Hannah Barnes (GBR)        | 40e                    |
| 73                     | Elena Cecchini (ITA)       | 44e                    |
| 74                     | Lisa Klein (GER) (chrono)  | 74e                    |
| 75                     | Katarzyna Niewiadoma (POL) | 2e                     |
| 76                     | Omer Shapira (ISR) (route) | 29e                    |

| CCC-Liv CCC | CCC-Liv CCC                    | CCC-Liv CCC |
| ----------- | ------------------------------ | ----------- |
| Num         | Coureuse                       | Pos         |
| 81          | Ashleigh Moolman (RSA) (route) | 6e          |
| 82          | Sabrina Stultiens (NED)        | 57e         |
| 83          | Marianne Vos (NED)             | 11e         |
| 84          | Sofia Bertizzolo (ITA)         | 38e         |
| 85          | Soraya Paladin (ITA)           | 17e         |
| 86          | Pauliena Rooijakkers (NED)     | 51e         |

| Ceratizit-WNT Pro Cycling WNT | Ceratizit-WNT Pro Cycling WNT   | Ceratizit-WNT Pro Cycling WNT |
| ----------------------------- | ------------------------------- | ----------------------------- |
| Num                           | Coureuse                        | Pos                           |
| 91                            | Erica Magnaldi (ITA)            | 19e                           |
| 92                            | Lara Vieceli (ITA)              | HD-6                          |
| 93                            | Ane Santesteban (ESP)           | 7e                            |
| 94                            | Kirsten Wild (NED)              | 83e                           |
| 95                            | Maria Giulia Confalonieri (ITA) | 56e                           |
| 96                            | Lisa Brennauer (GER) (route)    | 45e                           |

| Cogeas-Mettler-Look Pro Cycling Team CGS | Cogeas-Mettler-Look Pro Cycling Team CGS  | Cogeas-Mettler-Look Pro Cycling Team CGS |
| ---------------------------------------- | ----------------------------------------- | ---------------------------------------- |
| Num                                      | Coureuse                                  | Pos                                      |
| 101                                      | Olga Zabelinskaïa (UZB) (route et chrono) | AB-8                                     |
| 103                                      | Maria Novolodskaya (RUS)                  | 20e                                      |
| 104                                      | Mia Radotić (CRO) (chrono)                | HD-2                                     |
| 105                                      | Diana Klimova (RUS) (route)               | AB-9                                     |
| 106                                      | Aigul Gareeva (RUS)                       | 50e                                      |

| Cronos-Casa Dorada CDO | Cronos-Casa Dorada CDO    | Cronos-Casa Dorada CDO |
| ---------------------- | ------------------------- | ---------------------- |
| Num                    | Coureuse                  | Pos                    |
| 111                    | Małgorzata Jasińska (POL) | NP-8                   |
| 112                    | Asja Paladin (ITA)        | AB-3                   |
| 113                    | Rachel Neylan (AUS)       | 69e                    |
| 114                    | Sandra Alonso (ESP)       | AB-9                   |
| 115                    | Nadia Quagliotto (ITA)    | 72e                    |
| 116                    | Ainara Elbusto (ESP)      | AB-9                   |

| Paule Ka EPK | Paule Ka EPK                           | Paule Ka EPK |
| ------------ | -------------------------------------- | ------------ |
| Num          | Coureuse                               | Pos          |
| 121          | Niamh Fisher-Black (NZL) (route)       | 21e          |
| 122          | Emma Norsgaard (DEN) (route)           | AB-8         |
| 123          | Elise Chabbey (SUI)                    | 24e          |
| 124          | Elizabeth Banks (GBR)                  | 12e          |
| 125          | Marlen Reusser (SUI) (route et chrono) | AB-8         |
| 126          | Mikayla Harvey (NZL)                   | 5e           |

| Eurotarget-Bianchi-Vittoria SBT | Eurotarget-Bianchi-Vittoria SBT | Eurotarget-Bianchi-Vittoria SBT |
| ------------------------------- | ------------------------------- | ------------------------------- |
| Num                             | Coureuse                        | Pos                             |
| 131                             | Elena Franchi (ITA)             | 28e                             |
| 132                             | Alice Gasparini (ITA)           | HD-2                            |
| 133                             | Beatrice Rossato (ITA)          | 70e                             |
| 134                             | Arianna Sessi (ITA)             | 85e                             |
| 135                             | Martina Fidanza (ITA)           | HD-2                            |
| 136                             | Francesca Pisciali (ITA)        | AB-4                            |

| FDJ-Nouvelle Aquitaine-Futuroscope FDJ | FDJ-Nouvelle Aquitaine-Futuroscope FDJ | FDJ-Nouvelle Aquitaine-Futuroscope FDJ |
| -------------------------------------- | -------------------------------------- | -------------------------------------- |
| Num                                    | Coureuse                               | Pos                                    |
| 141                                    | Cecilie Uttrup Ludwig (DEN)            | 4e                                     |
| 142                                    | Stine Borgli (NOR)                     | 34e                                    |
| 143                                    | Brodie Chapman (AUS)                   | 59e                                    |
| 144                                    | Emilia Fahlin (SWE)                    | NP-5                                   |
| 145                                    | Eugénie Duval (FRA)                    | 71e                                    |
| 146                                    | Évita Muzic (FRA)                      | 10e                                    |

| Lotto Soudal Ladies LSL | Lotto Soudal Ladies LSL      | Lotto Soudal Ladies LSL |
| ----------------------- | ---------------------------- | ----------------------- |
| Num                     | Coureuse                     | Pos                     |
| 151                     | Julie Van de Velde (BEL)     | AB-5                    |
| 152                     | Teuntje Beekhuis (NED)       | 65e                     |
| 153                     | Arianna Fidanza (ITA)        | AB-3                    |
| 154                     | Abby-Mae Parkinson (GBR)     | 73e                     |
| 155                     | Lotte Kopecky (BEL) (chrono) | AB-8                    |
| 156                     | Lone Meertens (BEL)          | AB-7                    |

| Lviv Cycling Team LCW | Lviv Cycling Team LCW    | Lviv Cycling Team LCW |
| --------------------- | ------------------------ | --------------------- |
| Num                   | Coureuse                 | Pos                   |
| 161                   | Julia Biryukova (UKR)    | AB-6                  |
| 162                   | Olena Sharga (UKR)       | AB-9                  |
| 163                   | Yevheniya Vysotska (UKR) | NP-8                  |
| 164                   | Naomi de Roeck (BEL)     | AB-2                  |
| 165                   | Fiona Turnbull (GBR)     | AB-2                  |
| 166                   | Špela Kern (SLO)         | AB-9                  |

| Movistar Team MOV | Movistar Team MOV                   | Movistar Team MOV |
| ----------------- | ----------------------------------- | ----------------- |
| Num               | Coureuse                            | Pos               |
| 171               | Katrine Aalerud (NOR) (chrono)      | 16e               |
| 172               | Aude Biannic (FRA)                  | 66e               |
| 173               | Jelena Erić (SRB) (route et chrono) | 54e               |
| 174               | Barbara Guarischi (ITA)             | AB-7              |
| 175               | Paula Patiño (COL)                  | 8e                |
| 176               | Gloria Rodríguez (ESP)              | 79e               |

| Servetto-Piumate-Beltrami TSA SER | Servetto-Piumate-Beltrami TSA SER | Servetto-Piumate-Beltrami TSA SER |
| --------------------------------- | --------------------------------- | --------------------------------- |
| Num                               | Coureuse                          | Pos                               |
| 181                               | Anna Potokina (RUS)               | AB-8                              |
| 182                               | Kseniya Dobrynina (RUS)           | HD-2                              |
| 183                               | Francesca Baroni (ITA)            | 77e                               |
| 184                               | Sara Casasola (ITA)               | 37e                               |
| 185                               | Nicole Fede (ITA)                 | HD-2                              |
| 186                               | Elis Simeoni (ITA)                | HD-2                              |

| Sunweb SUN | Sunweb SUN                     | Sunweb SUN |
| ---------- | ------------------------------ | ---------- |
| Num        | Coureuse                       | Pos        |
| 191        | Leah Kirchmann (CAN) (chrono)  | 61e        |
| 192        | Alison Jackson (CAN)           | 64e        |
| 193        | Juliette Labous (FRA) (chrono) | 23e        |
| 194        | Liane Lippert (GER)            | 13e        |
| 195        | Floortje Mackaij (NED)         | 25e        |
| 196        | Coryn Rivera (USA)             | 46e        |

| Top Girls Fassa Bortolo TOP | Top Girls Fassa Bortolo TOP | Top Girls Fassa Bortolo TOP |
| --------------------------- | --------------------------- | --------------------------- |
| Num                         | Coureuse                    | Pos                         |
| 201                         | Michela Balducci (ITA)      | AB-4                        |
| 202                         | Giorgia Bariani (ITA)       | 68e                         |
| 203                         | Elisa Dalla Valle (ITA)     | AB-3                        |
| 204                         | Greta Marturano (ITA)       | 60e                         |
| 205                         | Debora Silvestri (ITA)      | 26e                         |
| 206                         | Laura Tomasi (ITA)          | 67e                         |

| Trek-Segafredo TFS | Trek-Segafredo TFS                  | Trek-Segafredo TFS |
| ------------------ | ----------------------------------- | ------------------ |
| Num                | Coureuse                            | Pos                |
| 211                | Audrey Cordon-Ragot (FRA) (route)   | HD-6               |
| 212                | Lizzie Deignan (GBR)                | 30e                |
| 213                | Elisa Longo Borghini (ITA) (chrono) | 3e                 |
| 214                | Ellen van Dijk (NED)                | 27e                |
| 215                | Tayler Wiles (USA)                  | 58e                |
| 216                | Ruth Edwards (USA) (route)          | 41e                |

| Valcar-Travel & Service VAL | Valcar-Travel & Service VAL | Valcar-Travel & Service VAL |
| --------------------------- | --------------------------- | --------------------------- |
| Num                         | Coureuse                    | Pos                         |
| 221                         | Marta Cavalli (ITA)         | 14e                         |
| 222                         | Teniel Campbell (TTO)       | HD-6                        |
| 223                         | Vittoria Guazzini (ITA)     | AB-6                        |
| 224                         | Ilaria Sanguineti (ITA)     | 43e                         |
| 225                         | Elena Pirrone (ITA)         | AB-6                        |
| 226                         | Barbara Malcotti (ITA)      | 48e                         |

| Mitchelton-Scott MTS | Mitchelton-Scott MTS               | Mitchelton-Scott MTS |
| -------------------- | ---------------------------------- | -------------------- |
| Num                  | Coureuse                           | Pos                  |
| 1                    | Annemiek van Vleuten (NED) (route) | NP-8                 |
| 2                    | Amanda Spratt (AUS) (route)        | NP-8                 |
| 3                    | Lucy Kennedy (AUS)                 | 31e                  |
| 4                    | Moniek Tenniglo (NED)              | AB-8                 |
| 5                    | Sarah Roy (AUS)                    | 75e                  |
| 6                    | Grace Brown (AUS)                  | 55e                  |

| Alé BTC Ljubljana ALE | Alé BTC Ljubljana ALE               | Alé BTC Ljubljana ALE |
| --------------------- | ----------------------------------- | --------------------- |
| Num                   | Coureuse                            | Pos                   |
| 11                    | Maaike Boogaard (NED)               | 47e                   |
| 12                    | Tatiana Guderzo (ITA)               | 22e                   |
| 13                    | Mavi García (ESP) (route et chrono) | 9e                    |
| 14                    | Eugenia Bujak (SLO)                 | 35e                   |
| 15                    | Urška Žigart (SLO) (chrono)         | 78e                   |
| 16                    | Anna Trevisi (ITA)                  | AB-4                  |

| Aromitalia Vaiano VAI | Aromitalia Vaiano VAI   | Aromitalia Vaiano VAI |
| --------------------- | ----------------------- | --------------------- |
| Num                   | Coureuse                | Pos                   |
| 21                    | Rasa Leleivytė (LTU)    | 49e                   |
| 22                    | Letizia Borghesi (ITA)  | 76e                   |
| 23                    | Carmela Cipriani (ITA)  | AB-9                  |
| 24                    | Sofia Collinelli (ITA)  | HD-2                  |
| 25                    | Giulia Marchesini (ITA) | 81e                   |
| 26                    | Gemma Sernissi (ITA)    | HD-2                  |

| Astana Women's Team ASA | Astana Women's Team ASA                | Astana Women's Team ASA |
| ----------------------- | -------------------------------------- | ----------------------- |
| Num                     | Coureuse                               | Pos                     |
| 31                      | Arlenis Sierra (CUB) (route et chrono) | 42e                     |
| 32                      | Olivija Baleišytė (LTU)                | HD-2                    |
| 33                      | Liliana Moreno (COL)                   | AB-4                    |
| 34                      | Francesca Pattaro (ITA)                | HD-2                    |
| 35                      | Katia Ragusa (ITA)                     | 15e                     |
| 36                      | Olga Shekel (UKR) (chrono)             | 84e                     |

| Bepink BPK | Bepink BPK             | Bepink BPK |
| ---------- | ---------------------- | ---------- |
| Num        | Coureuse               | Pos        |
| 41         | Vania Canvelli (ITA)   | AB-5       |
| 42         | Silvia Valsecchi (ITA) | 63e        |
| 43         | Simona Frapporti (ITA) | 80e        |
| 44         | Marketa Hajkova (CZE)  | 62e        |
| 45         | Silvia Zanardi (ITA)   | 53e        |
| 46         | Giorgia Catarzi (ITA)  | AB-6       |

| Bizkaia-Durango BDP | Bizkaia-Durango BDP        | Bizkaia-Durango BDP |
| ------------------- | -------------------------- | ------------------- |
| Num                 | Coureuse                   | Pos                 |
| 51                  | Alice Maria Arzuffi (ITA)  | 52e                 |
| 52                  | Carla Oberholzer (RSA)     | AB-3                |
| 53                  | Lucía González (ESP)       | 82e                 |
| 54                  | Elizabeth Holden (GBR)     | AB-9                |
| 55                  | Nadine Michaela Gill (GER) | 33e                 |
| 56                  | Ariana Gilabert (ESP)      | HD-6                |

| Boels Dolmans DLT | Boels Dolmans DLT                  | Boels Dolmans DLT |
| ----------------- | ---------------------------------- | ----------------- |
| Num               | Coureuse                           | Pos               |
| 61                | Anna van der Breggen (NED) (route) | 1re               |
| 62                | Chantal van den Broek-Blaak (NED)  | 18e               |
| 63                | Eva Buurman (NED)                  | AB-9              |
| 64                | Karol-Ann Canuel (CAN) (route)     | 39e               |
| 65                | Amy Pieters (NED)                  | 32e               |
| 66                | Jolien D'Hoore (BEL)               | AB-9              |

| Canyon-SRAM Racing CSR | Canyon-SRAM Racing CSR     | Canyon-SRAM Racing CSR |
| ---------------------- | -------------------------- | ---------------------- |
| Num                    | Coureuse                   | Pos                    |
| 71                     | Alena Amialiusik (BLR)     | 36e                    |
| 72                     | Hannah Barnes (GBR)        | 40e                    |
| 73                     | Elena Cecchini (ITA)       | 44e                    |
| 74                     | Lisa Klein (GER) (chrono)  | 74e                    |
| 75                     | Katarzyna Niewiadoma (POL) | 2e                     |
| 76                     | Omer Shapira (ISR) (route) | 29e                    |

| CCC-Liv CCC | CCC-Liv CCC                    | CCC-Liv CCC |
| ----------- | ------------------------------ | ----------- |
| Num         | Coureuse                       | Pos         |
| 81          | Ashleigh Moolman (RSA) (route) | 6e          |
| 82          | Sabrina Stultiens (NED)        | 57e         |
| 83          | Marianne Vos (NED)             | 11e         |
| 84          | Sofia Bertizzolo (ITA)         | 38e         |
| 85          | Soraya Paladin (ITA)           | 17e         |
| 86          | Pauliena Rooijakkers (NED)     | 51e         |

| Ceratizit-WNT Pro Cycling WNT | Ceratizit-WNT Pro Cycling WNT   | Ceratizit-WNT Pro Cycling WNT |
| ----------------------------- | ------------------------------- | ----------------------------- |
| Num                           | Coureuse                        | Pos                           |
| 91                            | Erica Magnaldi (ITA)            | 19e                           |
| 92                            | Lara Vieceli (ITA)              | HD-6                          |
| 93                            | Ane Santesteban (ESP)           | 7e                            |
| 94                            | Kirsten Wild (NED)              | 83e                           |
| 95                            | Maria Giulia Confalonieri (ITA) | 56e                           |
| 96                            | Lisa Brennauer (GER) (route)    | 45e                           |

| Cogeas-Mettler-Look Pro Cycling Team CGS | Cogeas-Mettler-Look Pro Cycling Team CGS  | Cogeas-Mettler-Look Pro Cycling Team CGS |
| ---------------------------------------- | ----------------------------------------- | ---------------------------------------- |
| Num                                      | Coureuse                                  | Pos                                      |
| 101                                      | Olga Zabelinskaïa (UZB) (route et chrono) | AB-8                                     |
| 103                                      | Maria Novolodskaya (RUS)                  | 20e                                      |
| 104                                      | Mia Radotić (CRO) (chrono)                | HD-2                                     |
| 105                                      | Diana Klimova (RUS) (route)               | AB-9                                     |
| 106                                      | Aigul Gareeva (RUS)                       | 50e                                      |

| Cronos-Casa Dorada CDO | Cronos-Casa Dorada CDO    | Cronos-Casa Dorada CDO |
| ---------------------- | ------------------------- | ---------------------- |
| Num                    | Coureuse                  | Pos                    |
| 111                    | Małgorzata Jasińska (POL) | NP-8                   |
| 112                    | Asja Paladin (ITA)        | AB-3                   |
| 113                    | Rachel Neylan (AUS)       | 69e                    |
| 114                    | Sandra Alonso (ESP)       | AB-9                   |
| 115                    | Nadia Quagliotto (ITA)    | 72e                    |
| 116                    | Ainara Elbusto (ESP)      | AB-9                   |

| Paule Ka EPK | Paule Ka EPK                           | Paule Ka EPK |
| ------------ | -------------------------------------- | ------------ |
| Num          | Coureuse                               | Pos          |
| 121          | Niamh Fisher-Black (NZL) (route)       | 21e          |
| 122          | Emma Norsgaard (DEN) (route)           | AB-8         |
| 123          | Elise Chabbey (SUI)                    | 24e          |
| 124          | Elizabeth Banks (GBR)                  | 12e          |
| 125          | Marlen Reusser (SUI) (route et chrono) | AB-8         |
| 126          | Mikayla Harvey (NZL)                   | 5e           |

| Eurotarget-Bianchi-Vittoria SBT | Eurotarget-Bianchi-Vittoria SBT | Eurotarget-Bianchi-Vittoria SBT |
| ------------------------------- | ------------------------------- | ------------------------------- |
| Num                             | Coureuse                        | Pos                             |
| 131                             | Elena Franchi (ITA)             | 28e                             |
| 132                             | Alice Gasparini (ITA)           | HD-2                            |
| 133                             | Beatrice Rossato (ITA)          | 70e                             |
| 134                             | Arianna Sessi (ITA)             | 85e                             |
| 135                             | Martina Fidanza (ITA)           | HD-2                            |
| 136                             | Francesca Pisciali (ITA)        | AB-4                            |

| FDJ-Nouvelle Aquitaine-Futuroscope FDJ | FDJ-Nouvelle Aquitaine-Futuroscope FDJ | FDJ-Nouvelle Aquitaine-Futuroscope FDJ |
| -------------------------------------- | -------------------------------------- | -------------------------------------- |
| Num                                    | Coureuse                               | Pos                                    |
| 141                                    | Cecilie Uttrup Ludwig (DEN)            | 4e                                     |
| 142                                    | Stine Borgli (NOR)                     | 34e                                    |
| 143                                    | Brodie Chapman (AUS)                   | 59e                                    |
| 144                                    | Emilia Fahlin (SWE)                    | NP-5                                   |
| 145                                    | Eugénie Duval (FRA)                    | 71e                                    |
| 146                                    | Évita Muzic (FRA)                      | 10e                                    |

| Lotto Soudal Ladies LSL | Lotto Soudal Ladies LSL      | Lotto Soudal Ladies LSL |
| ----------------------- | ---------------------------- | ----------------------- |
| Num                     | Coureuse                     | Pos                     |
| 151                     | Julie Van de Velde (BEL)     | AB-5                    |
| 152                     | Teuntje Beekhuis (NED)       | 65e                     |
| 153                     | Arianna Fidanza (ITA)        | AB-3                    |
| 154                     | Abby-Mae Parkinson (GBR)     | 73e                     |
| 155                     | Lotte Kopecky (BEL) (chrono) | AB-8                    |
| 156                     | Lone Meertens (BEL)          | AB-7                    |

| Lviv Cycling Team LCW | Lviv Cycling Team LCW    | Lviv Cycling Team LCW |
| --------------------- | ------------------------ | --------------------- |
| Num                   | Coureuse                 | Pos                   |
| 161                   | Julia Biryukova (UKR)    | AB-6                  |
| 162                   | Olena Sharga (UKR)       | AB-9                  |
| 163                   | Yevheniya Vysotska (UKR) | NP-8                  |
| 164                   | Naomi de Roeck (BEL)     | AB-2                  |
| 165                   | Fiona Turnbull (GBR)     | AB-2                  |
| 166                   | Špela Kern (SLO)         | AB-9                  |

| Movistar Team MOV | Movistar Team MOV                   | Movistar Team MOV |
| ----------------- | ----------------------------------- | ----------------- |
| Num               | Coureuse                            | Pos               |
| 171               | Katrine Aalerud (NOR) (chrono)      | 16e               |
| 172               | Aude Biannic (FRA)                  | 66e               |
| 173               | Jelena Erić (SRB) (route et chrono) | 54e               |
| 174               | Barbara Guarischi (ITA)             | AB-7              |
| 175               | Paula Patiño (COL)                  | 8e                |
| 176               | Gloria Rodríguez (ESP)              | 79e               |

| Servetto-Piumate-Beltrami TSA SER | Servetto-Piumate-Beltrami TSA SER | Servetto-Piumate-Beltrami TSA SER |
| --------------------------------- | --------------------------------- | --------------------------------- |
| Num                               | Coureuse                          | Pos                               |
| 181                               | Anna Potokina (RUS)               | AB-8                              |
| 182                               | Kseniya Dobrynina (RUS)           | HD-2                              |
| 183                               | Francesca Baroni (ITA)            | 77e                               |
| 184                               | Sara Casasola (ITA)               | 37e                               |
| 185                               | Nicole Fede (ITA)                 | HD-2                              |
| 186                               | Elis Simeoni (ITA)                | HD-2                              |

| Sunweb SUN | Sunweb SUN                     | Sunweb SUN |
| ---------- | ------------------------------ | ---------- |
| Num        | Coureuse                       | Pos        |
| 191        | Leah Kirchmann (CAN) (chrono)  | 61e        |
| 192        | Alison Jackson (CAN)           | 64e        |
| 193        | Juliette Labous (FRA) (chrono) | 23e        |
| 194        | Liane Lippert (GER)            | 13e        |
| 195        | Floortje Mackaij (NED)         | 25e        |
| 196        | Coryn Rivera (USA)             | 46e        |

| Top Girls Fassa Bortolo TOP | Top Girls Fassa Bortolo TOP | Top Girls Fassa Bortolo TOP |
| --------------------------- | --------------------------- | --------------------------- |
| Num                         | Coureuse                    | Pos                         |
| 201                         | Michela Balducci (ITA)      | AB-4                        |
| 202                         | Giorgia Bariani (ITA)       | 68e                         |
| 203                         | Elisa Dalla Valle (ITA)     | AB-3                        |
| 204                         | Greta Marturano (ITA)       | 60e                         |
| 205                         | Debora Silvestri (ITA)      | 26e                         |
| 206                         | Laura Tomasi (ITA)          | 67e                         |

| Trek-Segafredo TFS | Trek-Segafredo TFS                  | Trek-Segafredo TFS |
| ------------------ | ----------------------------------- | ------------------ |
| Num                | Coureuse                            | Pos                |
| 211                | Audrey Cordon-Ragot (FRA) (route)   | HD-6               |
| 212                | Lizzie Deignan (GBR)                | 30e                |
| 213                | Elisa Longo Borghini (ITA) (chrono) | 3e                 |
| 214                | Ellen van Dijk (NED)                | 27e                |
| 215                | Tayler Wiles (USA)                  | 58e                |
| 216                | Ruth Edwards (USA) (route)          | 41e                |

| Valcar-Travel & Service VAL | Valcar-Travel & Service VAL | Valcar-Travel & Service VAL |
| --------------------------- | --------------------------- | --------------------------- |
| Num                         | Coureuse                    | Pos                         |
| 221                         | Marta Cavalli (ITA)         | 14e                         |
| 222                         | Teniel Campbell (TTO)       | HD-6                        |
| 223                         | Vittoria Guazzini (ITA)     | AB-6                        |
| 224                         | Ilaria Sanguineti (ITA)     | 43e                         |
| 225                         | Elena Pirrone (ITA)         | AB-6                        |
| 226                         | Barbara Malcotti (ITA)      | 48e                         |

## Organisation et règlement de la course

### Comité d'organisation
L'épreuve est organisée par l'association 4 Erre SSDARL. L'association et le comité d'organisation sont présidés par Giuseppe Rivolta.

### Incidents de course
Le règlement de la course permet à une coureuse victime d'un accident de course dans les trois derniers kilomètres d'une étape et qui se verrait retardée pour cette raison de ne pas perdre de temps au classement général. La règle ne s'applique pas aux étapes : 2, 3, 4, 8 et 9.

### Délais
Lors d'une course cycliste, les coureuses sont tenues d'arriver dans un laps de temps imparti déterminé à partir du temps de la première pour pouvoir être classées. Ces délais sont variables selon la difficulté d'une étape, une étape plus difficile bénéficiant d'un pourcentage de délais plus important. Lors de cette édition du Tour d'Italie féminin, les délais prévus sont de 50 % sur la 1re étape, de 20 % sur la 4e et de 15 % sur les autres étapes.

### Classements et bonifications

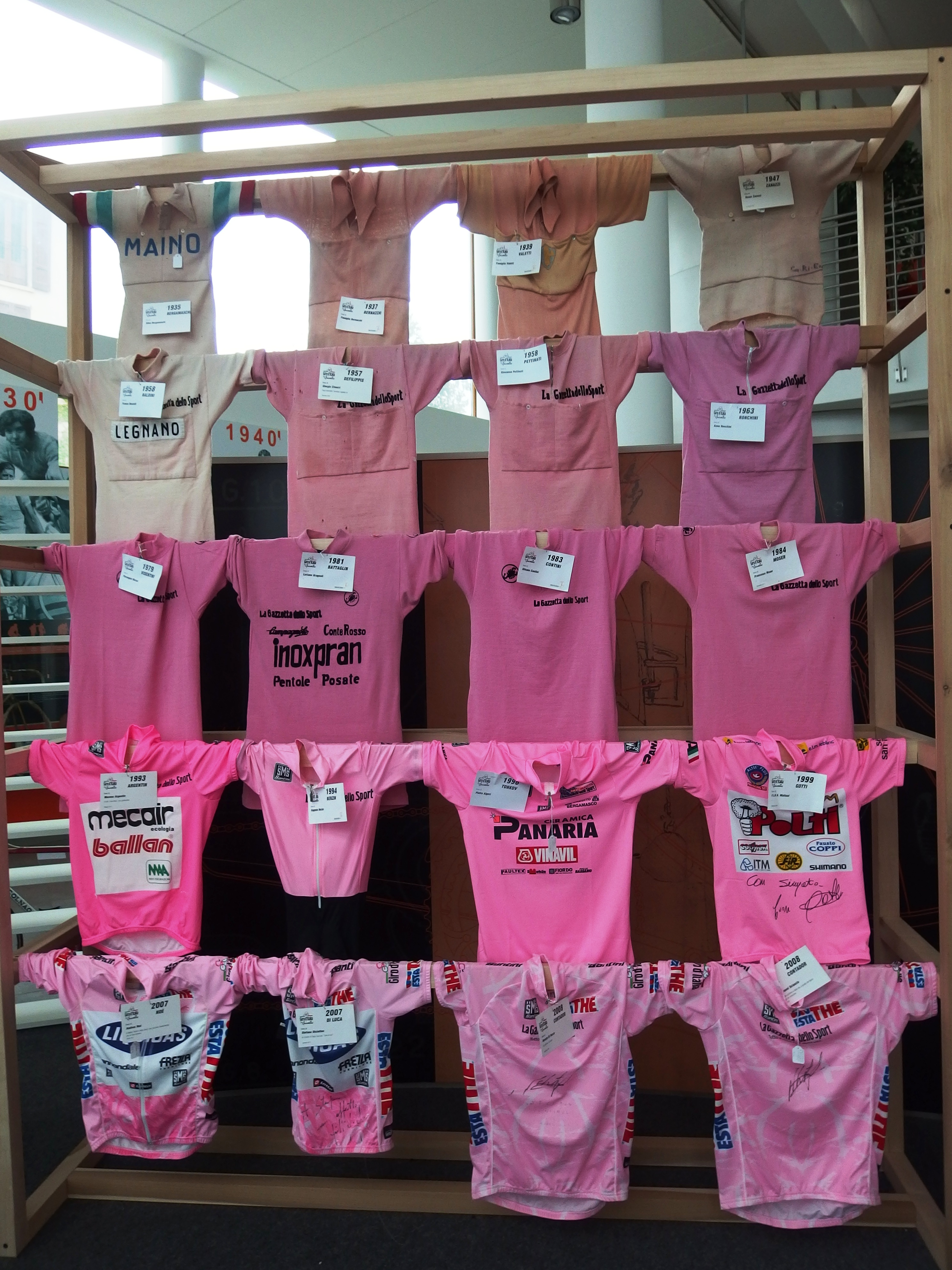
La coureuse en tête du classement général porte un maillot rose, comme sur le Tour d'Italie masculin

Le classement général individuel au temps est calculé par le cumul des temps enregistrés dans chacune des étapes parcourues. Des bonifications et d'éventuelles pénalisations sont incluses dans le calcul du classement. La coureuse qui est première de ce classement est porteuse du maillot rose.
Des bonifications sont attribuées dans cette épreuve. Chaque arrivée d'étape, à l'exception du contre-la-montre individuel, donne lieu à dix secondes, six secondes et quatre secondes pour les trois premières coureuses classées. Par ailleurs, durant la course, il existe des sprints intermédiaires dont les trois premiers sont récompensés respectivement de trois secondes, deux secondes et une seconde.

#### Classement de la meilleure grimpeuse
Le classement du meilleur grimpeur, ou classement des monts, est un classement spécifique basé sur les arrivées au sommet des ascensions répertoriées dans l'ensemble de la course. Elles sont classées en trois catégories. Celles de premières catégorie rapportent : 13, 11, 9, 7 et 5 points. Celles de deuxième catégorie rapportent 7, 5, 3, 2 et 1 point enfin celles de troisième catégorie 5, 4, 3, 2 et 1 point. Le premier du classement des monts est détenteur du maillot vert. En cas d'égalité, les coureuses sont prioritairement départagées par le nombre de premières places aux sommets. Si l'égalité persiste, le critère suivant est la place obtenue au classement général. Pour être classée, une coureuse doit avoir terminée la course dans les délais.

#### Classement par points
Le maillot cyclamen récompense le classement par points. Celui-ci se calcule selon le classement lors de sprints intermédiaires, dits « Traguardo Volante », et lors des arrivées d'étape, sauf celle du contre-la-montre. Les trois premières coureuses des sprints intermédiaires reçoivent respectivement 4, 2 et un point [réf. nécessaire]. Lors d'une arrivée d'étape, les dix premières se voient accorder des points selon le décompte suivant : 15, 12, 10, 8, 6, 5, 4, 3, 2, 1 point. En cas d'égalité, les coureuses sont prioritairement départagées par le nombre de victoires d'étapes. Si l'égalité persiste, le nombre de victoires à des sprints intermédiaires puis éventuellement la place obtenue au classement général entrent en compte. Pour être classée, une coureuse doit avoir terminée la course dans les délais.

#### Classement de la meilleure jeune
Le classement de la meilleure jeune ne concerne qu'une certaine catégorie de coureuses, celles étant âgées de moins de 23 ans. C'est-à-dire aux coureuses nées après le 1er janvier 1997. Ce classement, basé sur le classement général, attribue au premier un maillot blanc.

#### Répartition des maillots
Chaque coureuse en tête d'un classement est porteuse du maillot ou du dossard distinctif correspondant. Cependant, dans le cas où une coureuse dominerait plusieurs classements, celle-ci ne porte qu'un seul maillot distinctif, selon une priorité de classements. Le classement général au temps est le classement prioritaire, suivi du classement général par points, du classement général du meilleur grimpeur et du classement de la meilleure jeune. Si ce cas de figure se produit, le maillot correspondant au classement annexe de priorité inférieure n'est pas porté par celle qui domine ce classement mais par son deuxième.

### Primes
Le contre-la-montre par équipes permet de remporter les primes suivantes :
| Position | 1er     | 2e    | 3e    | 4e    | 5e    | 6e | 7e | 8e | 9e | 10e |
| Prix     | 1 200 € | 800 € | 600 € | 500 € | 400 € | €  | €  | €  | €  | €   |

Les autres étapes sont dotées de la manière suivante :
| Position | 1er   | 2e    | 3e    | 4e    | 5e    | 6e    | 7e    | 8e    | 9e    | 10e   |
| Prix     | 665 € | 400 € | 280 € | 255 € | 240 € | 215 € | 180 € | 155 € | 155 € | 155 € |

En sus, les coureuses placées de la 11e à la 15e place gagnent 100 € et celles de la 16e à la 20e place, 70 €.
Le classement général final attribue les sommes suivantes, une prime exceptionnelle pour les trois premières est déjà incluse ici :
| Position | 1er     | 2e      | 3e      | 4e    | 5e    | 6e    | 7e    | 8e    | 9e    | 10e   |
| Prix     | 6 330 € | 1 800 € | 1 560 € | 510 € | 480 € | 430 € | 360 € | 310 € | 310 € | 310 € |

En sus, les coureuses placées de la 11e à la 15e place gagnent 200 € et celles de la 16e à la 20e place, 140 €.

### Prix
Par ailleurs, à l'issue du classement général final, le meilleur grimpeur remporte 1 000 €, le 2e 500 € et le 3e 300 €. Pour le classement par points, les montants sont de 500 € pour la 1re, 300 € pour la 2e et 250 € pour la 3e. La meilleure jeune remporte 1 000 €. La meilleure équipe empoche 1 000 €, la deuxième 500 € et la troisième 500 €.

## Partenaires
Les maillots sont sponsorisés par:
- Le groupe bancaire et coopérative ICCREA (en);
- Effebiquattro Milano;
- Selle SMP;
- Abbigliamento da ciclismo online | GSG;

## Couverture
Un débat éclate durant la course à propos de sa couverture télévisuel. En effet, contrairement aux années précédentes, l'épreuve n'est pas retransmise en direct. Seul un résumé est proposé. Cela étant en contradiction avec le règlement du World Tour, les voix de média tel cyclingnews s'élève. L'organisateur justifie cette absence de retransmission par la pandémie du Covid et le déplacement de la course dans le calendrier.